# Noodkist
Noodkist is de populaire benaming van het twaalfde-eeuwse reliekschrijn van Sint-Servaas, dat zich in de Sint-Servaasbasiliek in de Nederlandse stad Maastricht bevindt. De naam 'Noodkist' dankt het schrijn aan het gebruik om de kist in tijden van nood in processie door de stad te dragen. De Noodkist en de vier bijbehorende Brusselse pendanten behoren tot de belangrijkste voorwerpen van middeleeuwse edelsmeedkunst in de Lage Landen.

## Geschiedenis

### Vóór 1160: relieken van Sint-Servaas

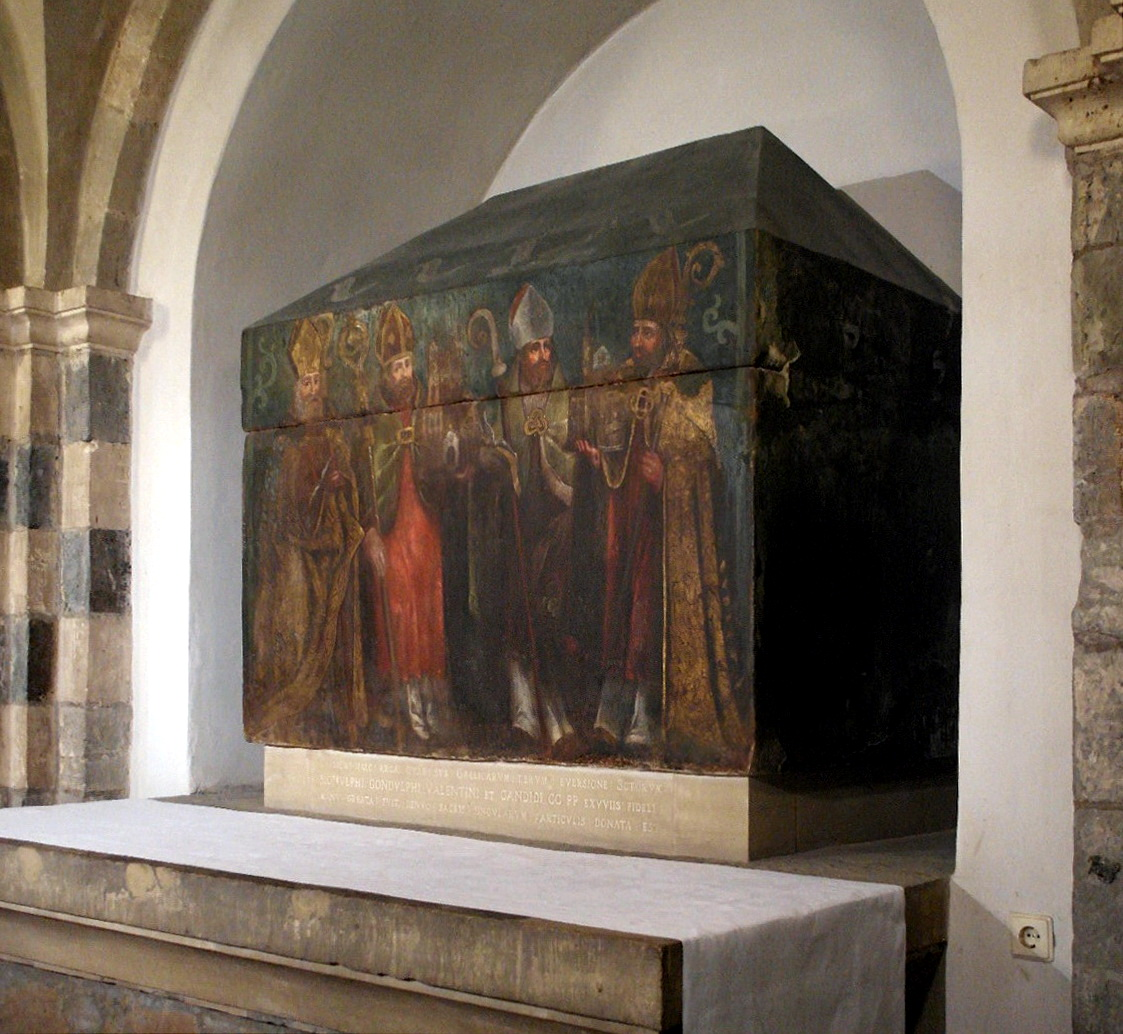
Sarcofaag van de heilige bisschoppen van Maastricht in de vieringscrypte, mogelijk een van de voorgangers van de Noodkist

Volgens de traditie overleed Servaas of Servatius, de tiende bisschop van Tongeren, in 384 in Maastricht. Daar werd hij begraven langs de Romeinse heerweg, pas veel later Via Belgica genoemd, even buiten het laat-Romeins castellum van Maastricht. Eind zesde eeuw schreef Gregorius van Tours over zijn tijdgenoot Monulfus, bisschop van Maastricht, hoe deze het lichaam van Servaas liet bijzetten in een "ruimte onder het altaar" (vermoedelijk een crypte) in de door hem gebouwde grafkerk, de eerste Sint-Servaaskerk. In de rooms-katholieke traditie wordt deze bijzetting beschouwd als een elevatio (verheffing), een onofficiële heiligverklaring. De Franse benedictijn Jocundus berichtte in de elfde eeuw over een tweede elevatio, ditmaal door de bisschop van Luik (Hubertus?) in samenwerking met een zekere keizer Karel (Karel de Grote?). Daarbij werd, aldus Jocundus, in de door Monulfus gebouwde grafkelder het ongeschonden lichaam van de heilige ontdekt, tezamen met de drie zogenaamde 'hemelse doeken' en enkele door Servaas uit Tongeren meegenomen relieken.
In het begin van de elfde eeuw liet proost Geldulfus een compleet nieuwe kerk bouwen. Deze werd in 1039 in het bijzijn van koning Hendrik III door twaalf bisschoppen ingewijd, waarbij volgens Jocundus de relieken van Servatius, Monulfus, Gondulfus, Candidus en Valentinus in een stenen kist bij het hoofdaltaar werden geplaatst (zie paragraaf Brusselse pendanten). Deze kist is waarschijnlijk bewaard gebleven en bevindt zich sinds mensenheugenis in de vieringscrypte van de kerk. Op een stenen altaar in deze crypte staat een beschilderde sarcofaag, die wordt aangeduid als 'sarcofaag van de heilige bisschoppen'. De stenen kist met een schilddakvormig deksel is mogelijk laat-Romeins; de primitieve beschildering waarschijnlijk zeventiende-eeuws. Ten tijde van Jocundus' verbijf in Maastricht (circa 1070-1088) bevonden zich de stoffelijke resten van de patroonheilige in een verguld zilveren reliekschrijn in de crypte. Over dit schrijn, de voorganger van de Noodkist, is verder niets bekend.

### Circa 1160-1200: totstandkoming van het schrijn
De twaalfde eeuw was een culturele bloeiperiode in het Luiks-Limburgse Maasland. Ook Maastricht profiteerde mee en beleefde tussen 1140 en 1170 een periode van ongekende bouwactiviteit. Het kapittel van Sint-Servaas was op het toppunt van zijn macht. Verschillende proosten van Sint-Servaas, afkomstig uit de hoogste kringen van de Duitse adel, bekleedden het ambt van rijkskanselier van het Heilige Roomse Rijk. De Duitse koningen en keizers bezochten met regelmaat het graf van Sint-Servaas en deden daarbij belangrijke schenkingen aan het kapittel. Onder de proosten Arnold van Wied, Gerard van Are en Christiaan van Buch werden grote delen van de kerk vernieuwd. Maastrichtse beeldhouwers (metsen) werkten aan kapitelen en reliëfs, niet alleen in Maastricht en omgeving, maar tot Utrecht, Bonn en Thüringen aan toe. De roem van de Maastrichtse schilders reikte eveneens ver. Hendrik van Veldeke dichtte zijn Leven van Sint-Servaas en Eneasroman. De Maaslandse edelsmeedkunst bereikte in deze tijd een hoog niveau. Talrijke kerken en kloosters lieten reliekhouders en andere kerkelijke siervoorwerpen maken.
Het was in deze sfeer dat het Sint-Servaaskapittel omstreeks 1160 besloot het gebeente van de patroonheilige opnieuw te verheffen en over te plaatsen naar een rijkversierd reliekschrijn. Van de toenmalige proost Gerard van Are is bekend dat hij in 1166 in Bonn, waar hij eveneens proost was, de relieken van drie heiligen uit hun stenen sarcofagen liet verheffen. Wellicht deed hij hetzelfde in Maastricht, hoewel hij daar uiterlijk in 1164 was opgevolgd door Christiaan van Buch, eveneens een zeer ondernemend geestelijke. Mogelijk was ook Reinald van Dassel, van 1159 tot 1167 aartsbisschop van Keulen, een van de opdrachtgevers van het nieuwe schrijn en/of van de bijbehorende pendanten. Het is niet duidelijk waarom het werk aan het reliekschrijn en de pedanten zoveel tijd vergde (circa dertig jaar). In elk geval vond de overbrenging van het gebeente van Sint-Servaas naar de Noodkist eerst plaats in de periode tussen 7 november 1196 en 1 februari 1200. Het gehele ensemble werd toen op een speciaal daartoe gebouwd altaar op het hoogkoor opgesteld (zie paragraaf Koordispositie).

### Late Middeleeuwen: hoogtij Sint-Servaasdevotie
In de late middeleeuwen nam de devotie tot Sint-Servaas een hoge vlucht. Jaarlijks kwamen duizenden bedevaartgangers naar Maastricht om bij het graf van de heilige te bidden en de relieken (waaronder de Noodkist) te aanschouwen. Uit 1391 dateren de eerste berichten over de zevenjaarlijkse traditie van de heiligdomsvaart. Bij die gelegenheid werden dagelijks de voornaamste relieken via de dwerggalerij aan de apsis van de kerk aan de verzamelde pelgrims op het Vrijthof getoond. De Noodkist was daarvoor te groot en te zwaar. Pelgrims kregen om die reden toegang tot het hoogkoor, waar de Noodkist op een groot, stenen altaar stond (zie tekening Van Heylerhoff). De capsa, het houten omhulsel dat het schrijn normaal gesproken aan het zicht onttrok, was dan geopend. Het was dan ook toegestaan om de Noodkist aan te raken. In 1409 werd voor het eerst melding gemaakt van de gewoonte om in tijden van nood met het schrijn langs de kerken en kapellen van de stad te gaan, waarbij in sommige gevallen aan gevangenen hun vrijheid werd geschonken.

### Nieuwe Tijd: achteruitgang Sint-Servaasdevotie
Na de Reformatie bleef de Servaasverering bestaan, hoewel het aantal bedevaartgangers na 1550 sterk afnam. In de zestiende eeuw vonden wel talrijke 'noodprocessies' plaats. Nadat de stad in handen van de Republiek der Verenigde Nederlanden was gekomen (Beleg van Maastricht, 1632), was het tonen van de Noodkist en het houden van processies buiten de onmiddellijke omgeving van de kerk niet langer toegestaan. Meestal stond de kist in deze periode op stenen altaar op het hoogkoor, zoals op een tekening van Martinus van Heylerhoff is te zien. De kist was afgedekt door de capsa, een houten omhulsel met een boogvormige afdekking, dat beschilderd en verguld was. Dit omhulsel werd op gezette tijden geopend door de custos (schatbewaarder). In 1634 moest men vanwege oorlogsdreiging een groot deel van de kerkschat in veiligheid brengen in Luik, maar de Noodkist hoorde daar niet bij. In 1676, tijdens de Hollandse Oorlog, besloot het kapittel, op aandringen van de magistraat van de stad, de Noodkist over te brengen naar de crypte. Ook later werd het schrijn bij oorlogsdreiging in veiligheid gebracht. Mogelijk is bij een van die gelegenheden de capsa verloren gegaan, want deze wordt na 1627 niet meer genoemd.

### 19e eeuw: herleving Sint-Servaasdevotie
In de Franse Tijd werd het kapittel van Sint-Servaas, zoals alle geestelijke instellingen, opgeheven en een groot deel van de kerkinventaris verkocht of vernield. De Noodkist werd enige tijd verborgen in de proosdij van Sint-Servaas, verbleef daarna in de Dominikanenkerk (waar de parochie tijdelijk verbleef) en keerde in 1805 terug naar de opnieuw in gebruik genomen Sint-Servaas, die nu geen kapittelkerk meer was, maar parochiekerk. In 1811 werd de kerk inwendig ingrijpend verbouwd. De vieringscrypte werd gesloopt, het hoogkoor verlaagd en het altaar met de sokkel voor de Noodkist afgebroken. Het schrijn stond daarna enige tijd opgesteld in de Sint-Jozefkapel, de eerste zijkapel grenzend aan de zuidbeuk. Het werd (opnieuw) afgeschermd door een houten omhulsel, dat alleen op bijzondere feestdagen werd verwijderd. In 1846 werden de bij de Noodkist behorende twaalfde-eeuwse reliektafels door pastoor Van Baer verkocht. De nieuwe eigenaar werd prins Alexei Soltikoff (of Saltykov), een fanatiek verzamelaar van middeleeuwse kunstvoorwerpen. Bij de veiling van de collectie Soltikoff in 1861 toonde het Maastrichtse kerkbestuur geen belangstelling voor terugkoop van de pendanten, waarna ze in de collectie van het Brusselse Museum Kunst & Geschiedenis (voorheen: Jubelparkmuseum) terechtkwamen. In 1907 publiceerde jhr. Victor de Stuers een artikel, waarin de kwalijke gang van zaken rondom de verkwanseling van de pendanten in detail uit de doeken werd gedaan.

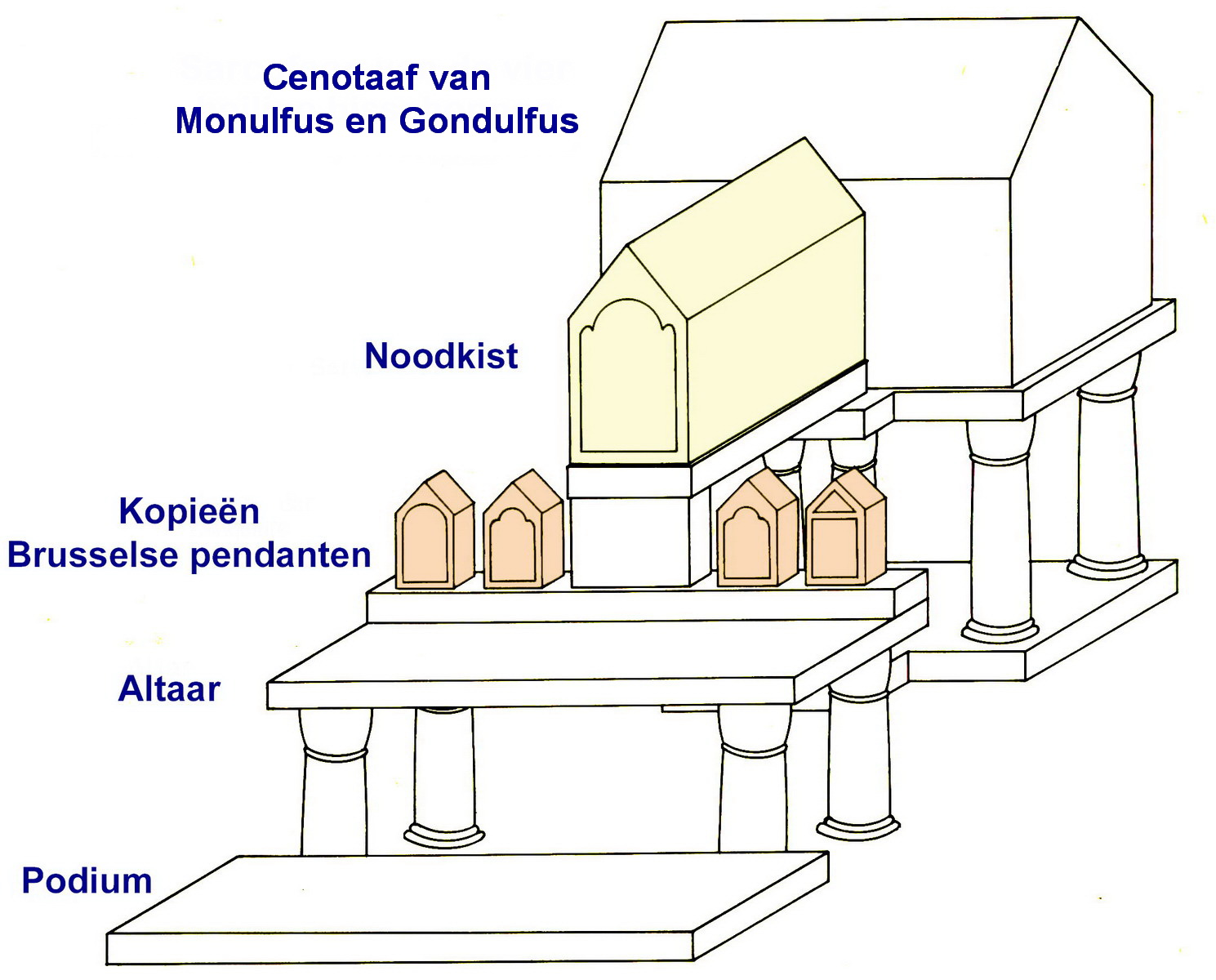
De Noodkist, pendanten en cenotaaf van Monulfus en Gondulfus op het hoogkoor, volgens een plan van Cuypers

Een belangrijk keerpunt in de herwaardering van de kerkschat was de publicatie door de Akense kanunnik Franz Bock en de Maastrichtse kapelaan Michaël Willemsen van de Duitstalige studie Die mittelalterlichen Kunst- und Reliquienschätze zu Maestricht uit 1872, een jaar later gevolgd door een uitgebreidere Franstalige versie en in 1874 afgesloten met een Nederlandstalige samenvatting. Deze publicaties, evenals de herinrichting van de schatkamer door architect Pierre Cuypers in dezelfde periode, plaatsten de Noodkist en de andere kerkschatten opnieuw in het middelpunt van de belangstelling. Tekenend voor de veranderde geest was het besluit van de toenmalige pastoor Rutten om in 1888 kopieën te bestellen van de Noodkistpendanten, die nog geen halve eeuw eerder door zijn voorganger waren verkocht.
Aan het einde van de negentiende eeuw werd de Servaaskerk door Cuypers ingrijpend gerestaureerd. Hierbij werden de meeste veranderingen van 1811 teruggedraaid. Het hoogkoor en de ondergelegen crypte werden herbouwd. Het vermoedelijk middeleeuwse altaar voor de Noodkist, dat eveneens in 1811 gesloopt was, werd niet hersteld. Cuypers bedacht een historiserende constellatie, waarvan de Noodkist, de kopieën van de Noodkistpendanten en de in 1890 opgegraven elfde-eeuwse cenotaaf van Monulfus en Gondulfus deel uit maakten. Dit devotionele ensemble zou een ereplaats op het koor krijgen, achter het in 1891 gereedgekomen neoromaanse hoogaltaar, bijna in de apsis. De sokkel voor de Noodkist werd zodanig geconstrueerd dat men er in aanbidding onderdoor kon lopen, naar het voorbeeld van sommige middeleeuwse kerken; een situatie die in Maastricht, voor zover bekend, nooit bestaan heeft. Deze opstelling zou volgens de Duitse kunsthistorica Renate Kroos circa 35 jaar hebben bestaan (ca. 1895-1930), hoewel er geen foto's van bewaard zijn. Volgens de Nederlandse kunsthistoricus Fred Ahsmann werd het plan van Cuypers nooit uitgevoerd.

### 20e en 21e eeuw: kunstschat en voorwerp van devotie
In 1929 werd het zuidelijk Vrijthofportaal ingericht als devotiekapel voor de Noodkist. Tijdens en na de Tweede Wereldoorlog bevond de kist zich enige tijd op het hoogkoor, in de crypte en in het Bergportaal. Nog later(?) verhuisde het schrijn naar de oude schatkamer (tegenwoordig Sint-Servaaskapel), waar het werd bewaard in een grote kluis. Overdag kon een deel van de kluis worden uitgeschoven om de Noodkist te tonen; 's nachts verdween de kist in de kluis. In 1960-1962 werd het reliekschrijn door het Utrechtse atelier Brom gerestaureerd, waarna het een plaats kreeg in de vieringscrypte. Daar stond het, afgeschermd door een glazen omhulsel, op een marmeren plaat, ondersteund door vier zuiltjes. In feite was dit dezelfde, door Cuypers bedachte opstelling voor het hoogkoor; men kon dus nog steeds onder het schrijn door lopen. In de jaren 1970 bevond het reliekschrijn zich weer in de (oude) schatkamer. In 1982 verhuisde het mee naar de nieuwe schatkamer in de Dubbelkapel, waar het in een beveiligde vitrinekast werd opgesteld in de oostelijke ruimte op de benedenverdieping. Tegen de achterwand van deze ruimte waren de kopieën van de vier Brusselse pendanten bevestigd.
Sinds 2020 bevinden Noodkist en pendanten zich in het noordertransept van de kerk. Tijdens de coronapandemie besloten deken Dautzenberg en het kerkbestuur dat het schrijn niet thuishoorde in een museale omgeving, maar terug moest keren in de kerk, liefst in de nabijheid van het altaar. (zie ook: Religieuze betekenis) Om praktische redenen – vanwege de toegankelijkheid voor mensen met een fysieke beperking – werd gekozen voor het transept en niet voor het hoogkoor, waar de kist in het verleden stond. Het reliekschrijn staat in een glazen vitrine op een speciaal daartoe vervaardigd podium, waarin ook vitrines voor de pendanten zijn opgenomen en waarop tekstborden met uitleg zijn bevestigd. 

## Beschrijving
De Noodkist is een eikenhouten kist ('schrijn'), die met verguld koper is bekleed. Met zijn zadeldak verbeeldt de kist het 'hemelhuis'. De kist is 175 cm lang, 49 cm breed en 74 cm hoog en weegt 220 kg.

### Edelsmeedtechnieken
Het schrijn is bekleed met koperplaten, waarin door middel van hamer- en drijfwerk reliëfvoorstellingen zijn aangebracht. Bij het modelleren van de grotere figuren en reliëfs is gebruik gemaakt van een wasachtige vulmassa, die het drijfwerk een zekere stabiliteit geeft. Na het bewerken is het koper verguld. Het schrijn is verder versierd met onder andere filigraanwerk, emailleerwerk, bruinvernis, bergkristallen, edelstenen, cabochons en antieke gemmen. Uit kunsthistorische analyse van het giet- en smeedwerk is gebleken dat er minstens twee kunstenaars aan het schrijn gewerkt hebben; de een iets begaafder dan de ander. De zogenaamde 'Paulusmeester' slaagde er het best in zijn figuren individuele trekken mee te geven en was vaardiger met het bruinvernis.

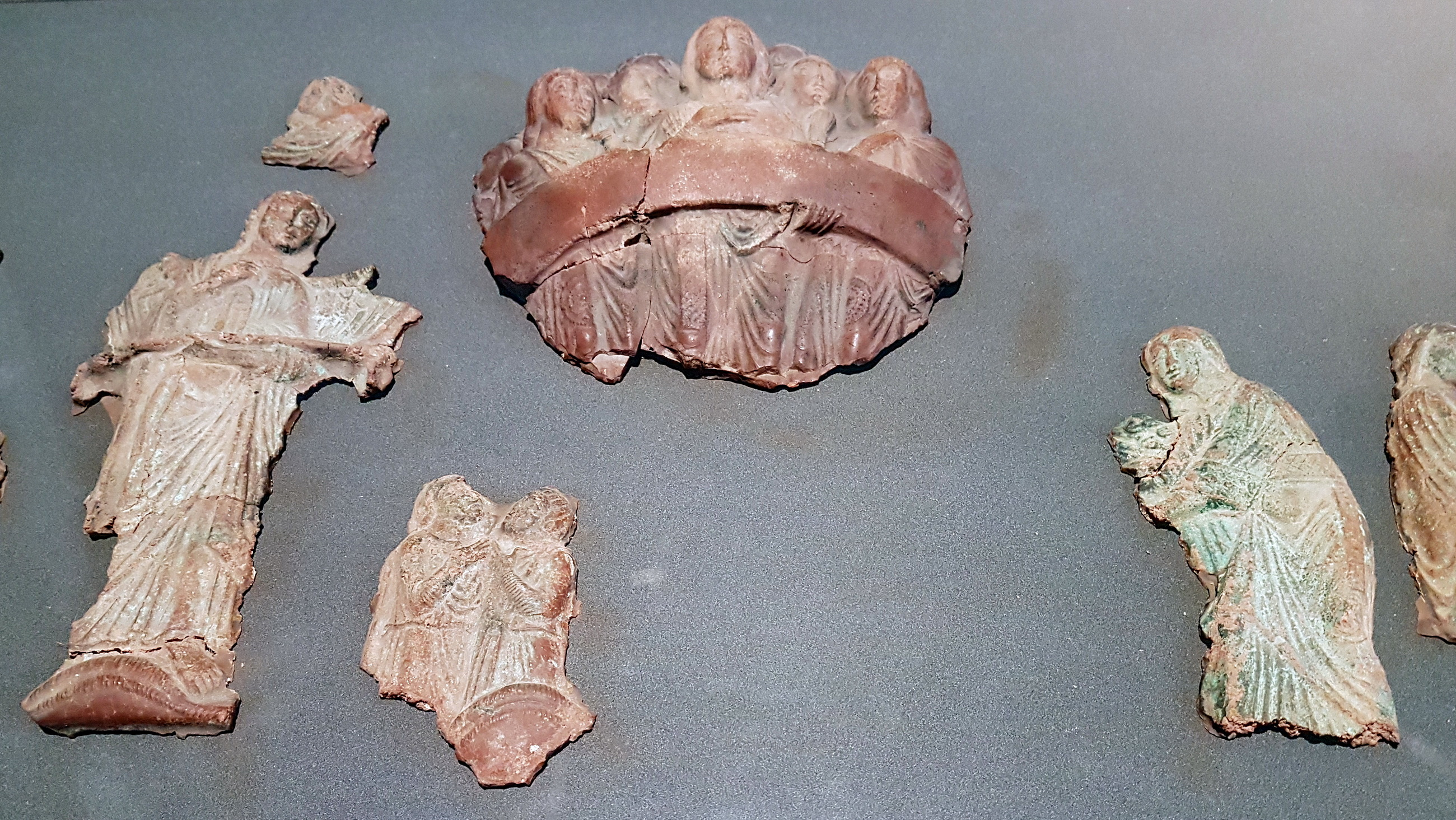
Vulmassa van reliëffiguren (vervangen bij restauratie)
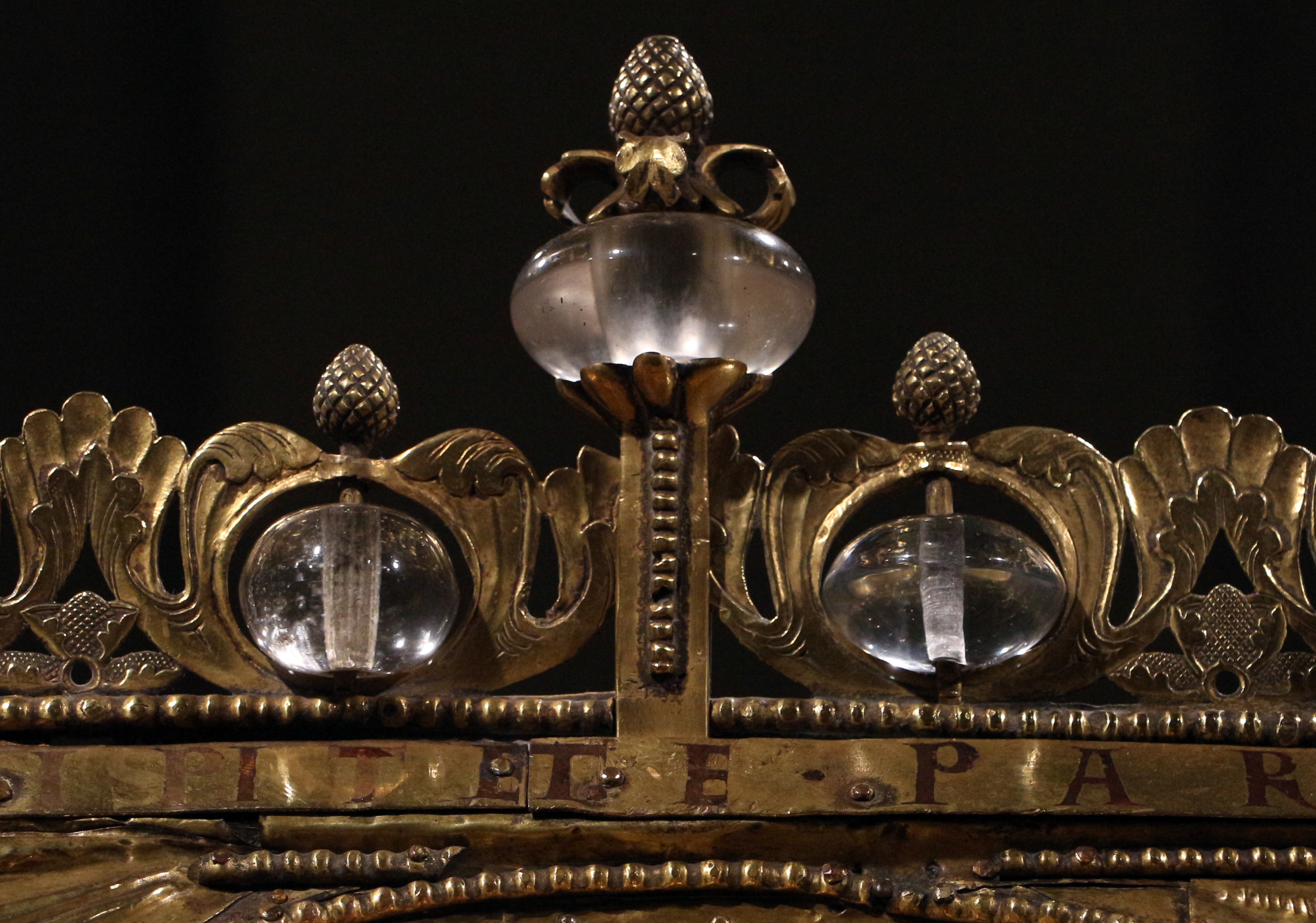
Kam met bergkristallen en opschrift in bruinvernis
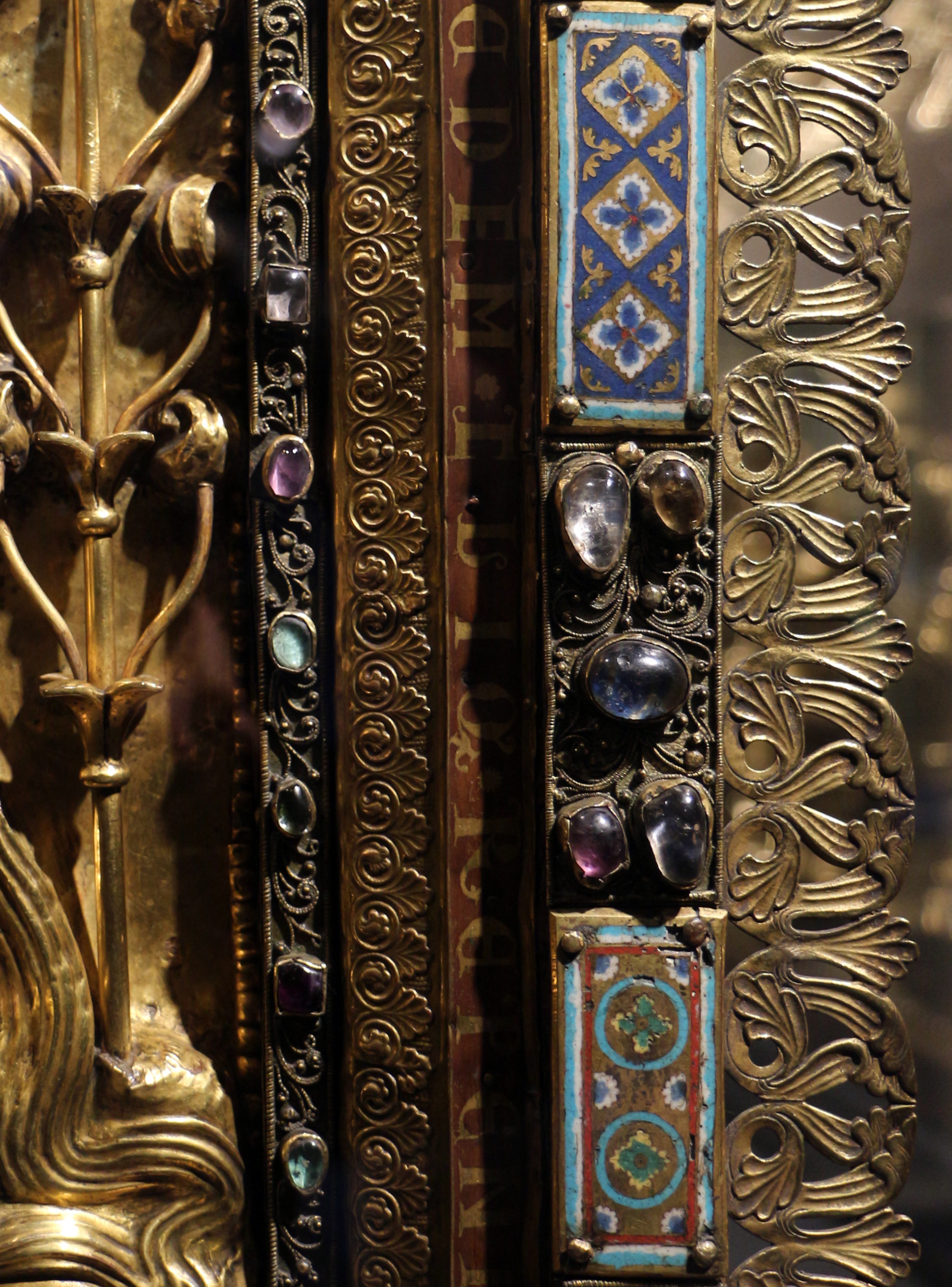
Detail Christuszijde met o.a. drijfwerk, filigraan en email
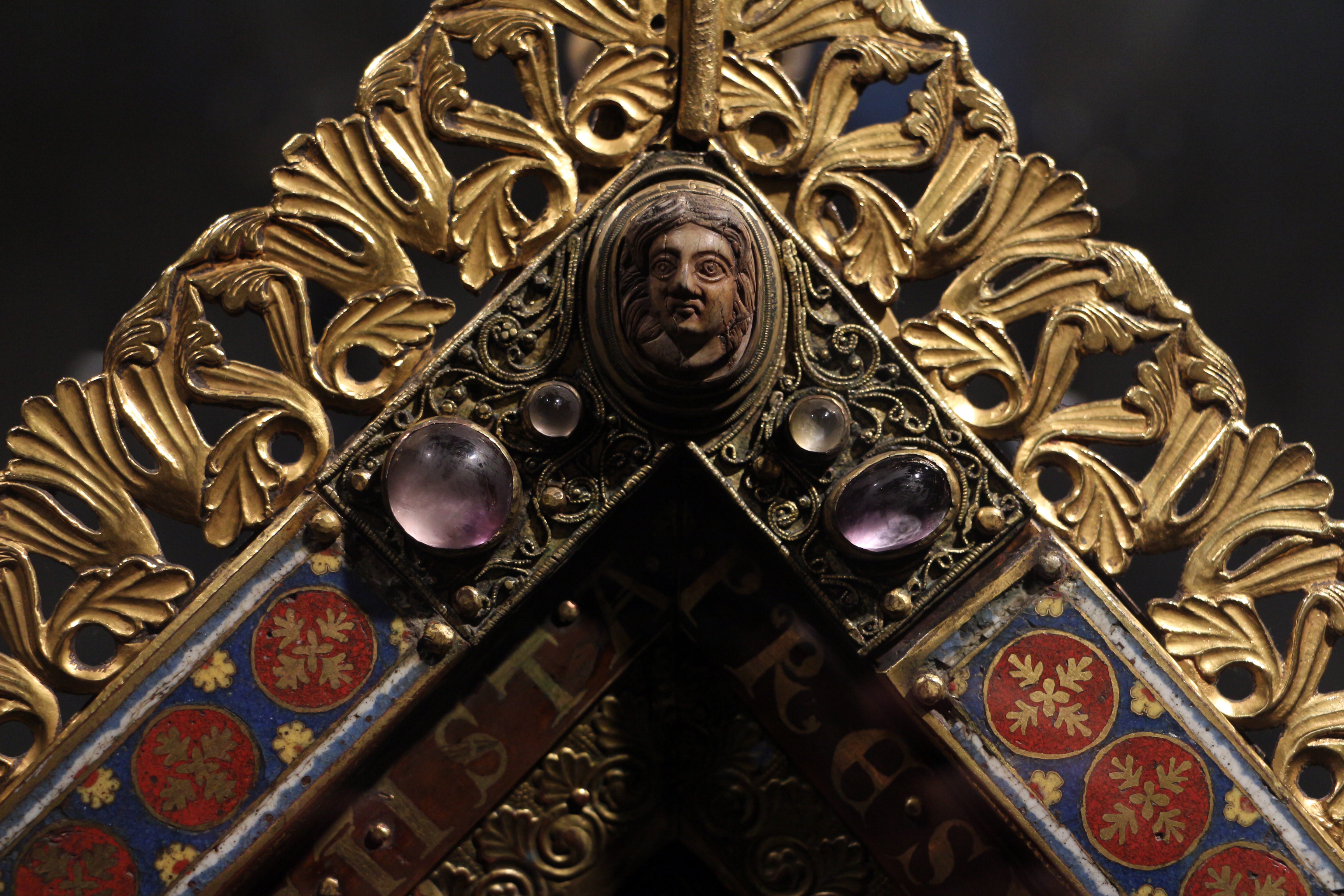
Servaaszijde met drijfwerk, cabochons en een gem

### Iconografie
De talrijke reliëfs op de Noodkist verbeelden iconografisch het Laatste Oordeel. Christus en Sint-Servaas, die op de gevelstukken zijn afgebeeld, spelen daarbij een sleutelrol. Op de lange zijden van het schrijn zijn de twaalf apostelen als mederechters afgebeeld. De lange 'zijgevel' ter rechterzijde van Christus wordt de 'Petruszijde' genoemd, de tegenoverliggende gevel de 'Pauluszijde'. De bijbehorende dakvlakken worden respectievelijk 'Misericordiazijde' en 'Veritaszijde' genoemd. Op het dak zijn reliëfs van de uitverkorenen en de verdoemden te zien, omringd door engelen. De juiste lezing van de tekst uit Matteüs hoofdstuk 25 vers 35-45, doorlopend op de boven- en onderranden van de dakvlakken, is van essentieel belang voor het begrijpen van de iconografie. De interpretatie van deze teksten is ontleend aan de gangbare theologische inzichten in de twaalfde eeuw, met name de theologie van Rupert van Deutz.

#### Gevelstukken
Over de oorspronkelijke oriëntering van de Noodkist bestaat geen overeenstemming onder kunsthistorici: Renate Kroos meent dat de Christuszijde naar het volk (= het westen) gekeerd was; Fred Ahsmann denkt dat dit de Servaaszijde moet zijn geweest. Op laatstgenoemd gevelstuk staat Sint-Servaas afgebeeld, geflankeerd door twee engelen. De linker engel hield oorspronkelijk een bisschopsstaf vast, de rechter engel houdt een boek open met de tekst Indue inmortalitatem. Op de tegenoverliggende gevel, ook wel Majestaszijde genoemd (naar Majestas Domini), is de tronende Christus als opperste rechter afgebeeld. Christus houdt een opengeslagen boek vast met de tekst Ecce venio cito et merces mea. Aan weerszijden van de Christusfiguur een Alpha en Omega en een Boom des Levens.

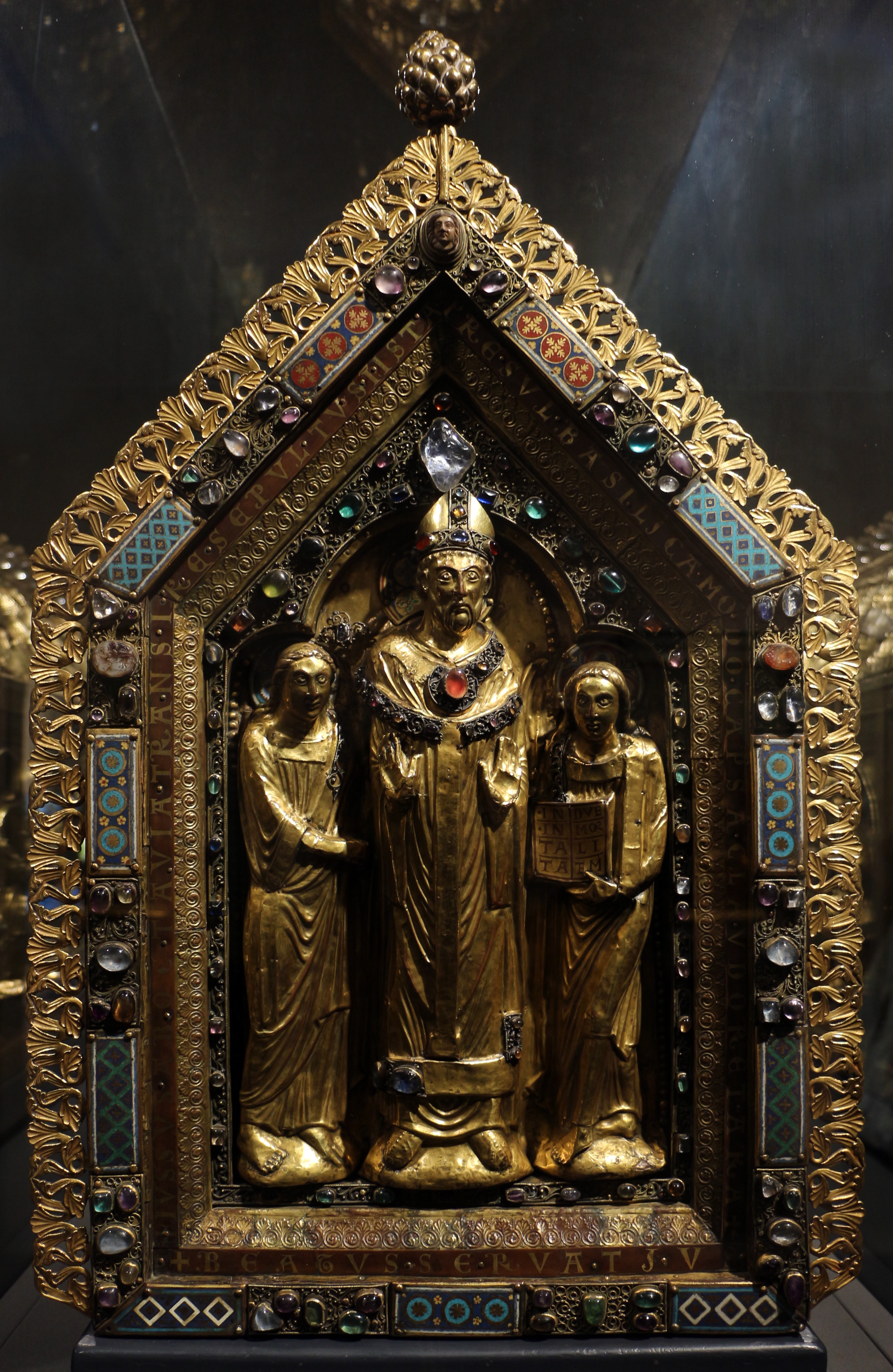
Servaaszijde
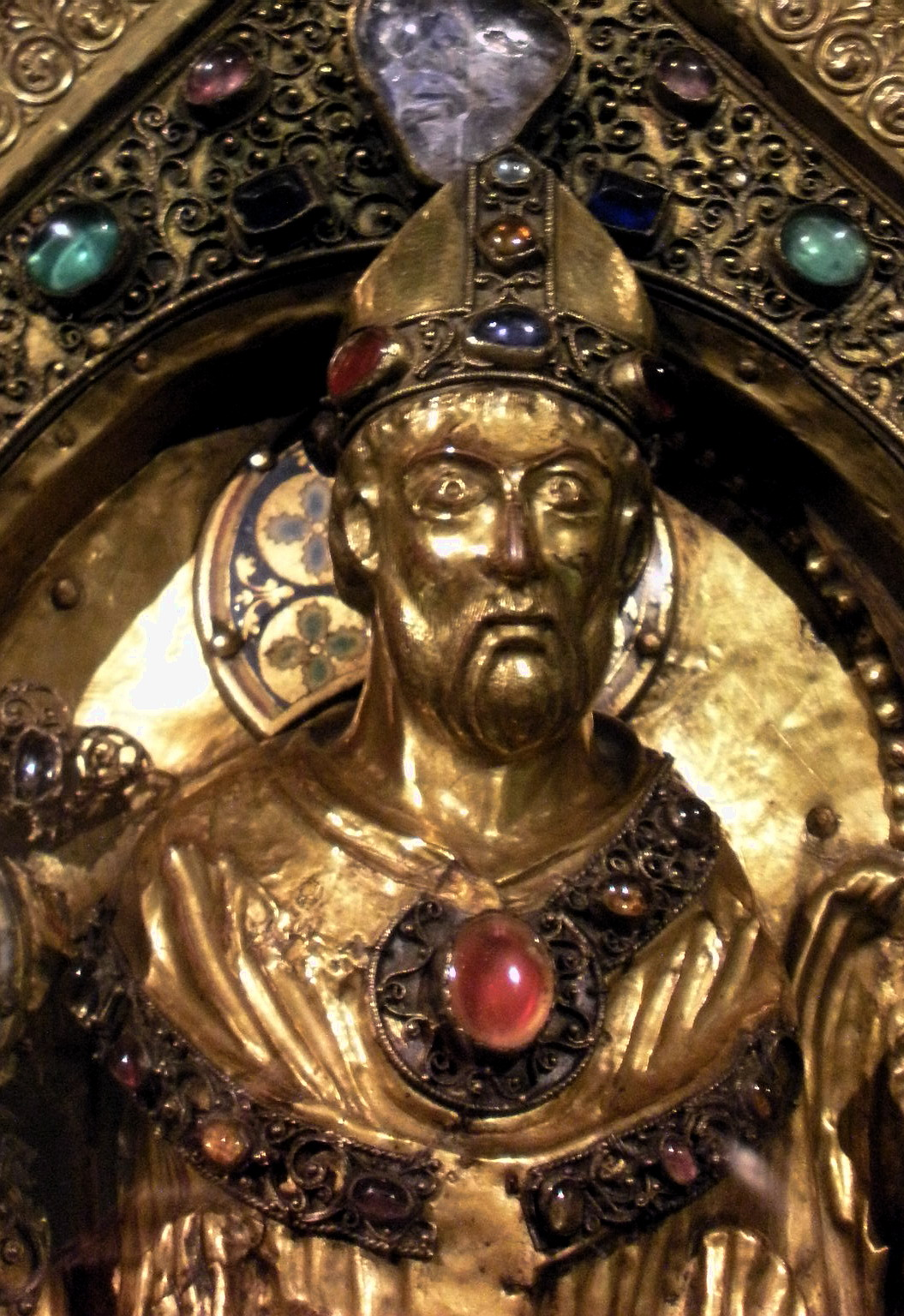
Detail Servaaszijde
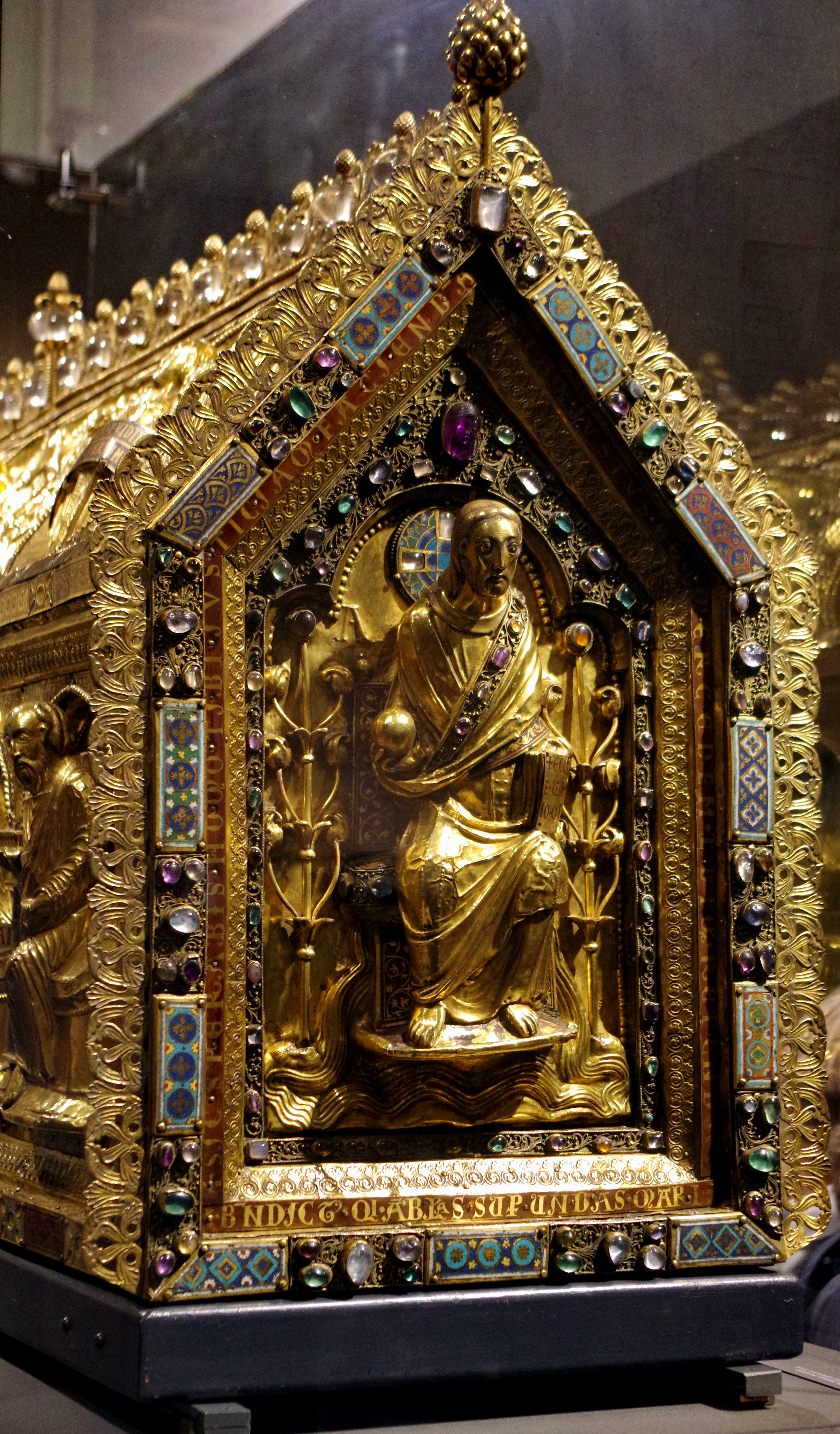
Christuszijde
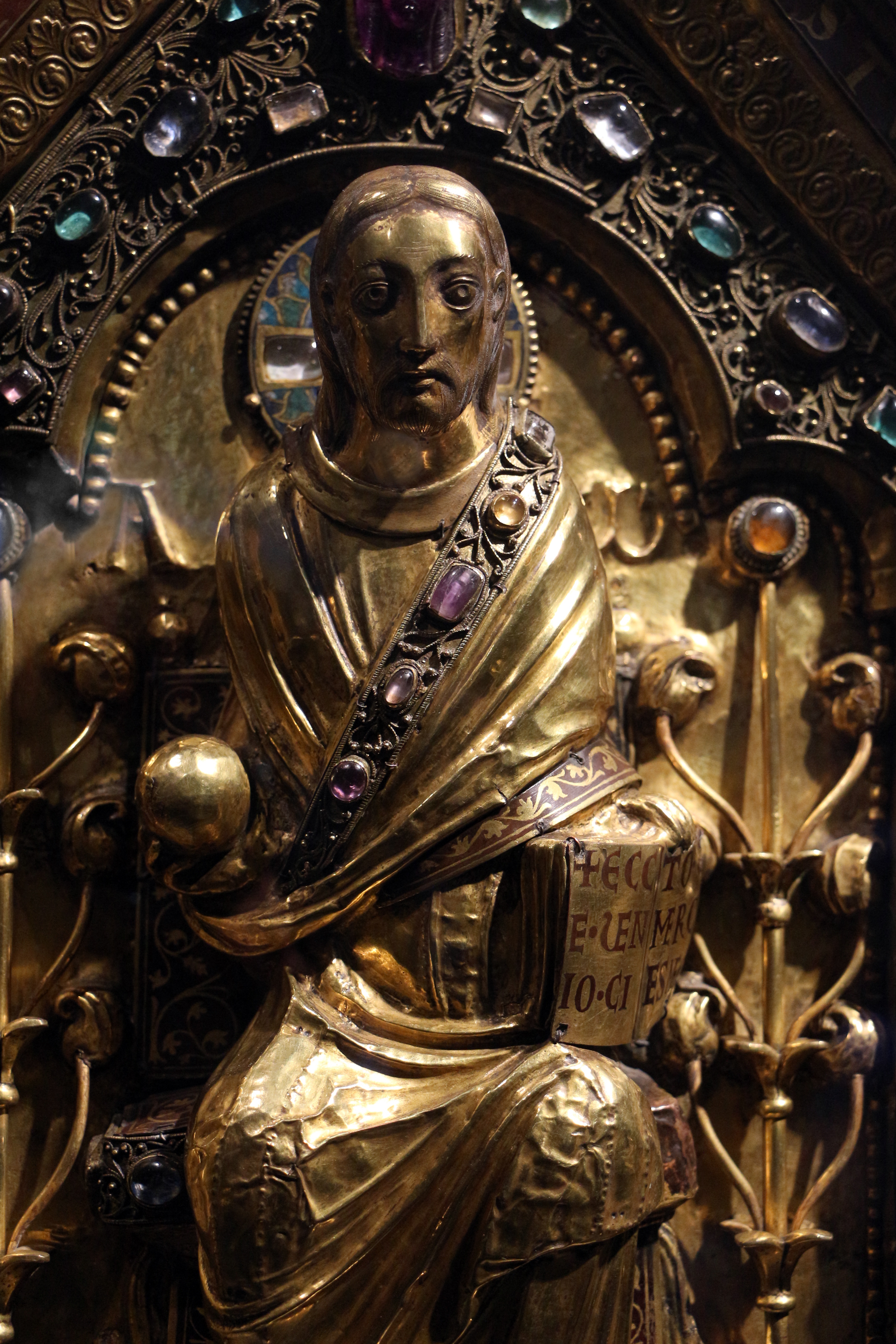
Detail Christuszijde

#### Petruszijde
De Petruszijde toont, paarsgewijs onder een dubbele arcade, de apostelen Petrus en Andreas, Matteüs en Tomas, en Judas Taddeüs en Simon. Op het dak zijn in drie medaillons de uitverkorenen afgebeeld, die banieren vasthouden waarop teksten staan uit Matteüs hoofdstuk 25, vers 37-39. Aan weerszijden en tussen de medaillons bevinden zich reliëfs van engelen met bazuinen, engelen die de uitverkorenen kleden en Misericordia die hen kronen uitreikt.

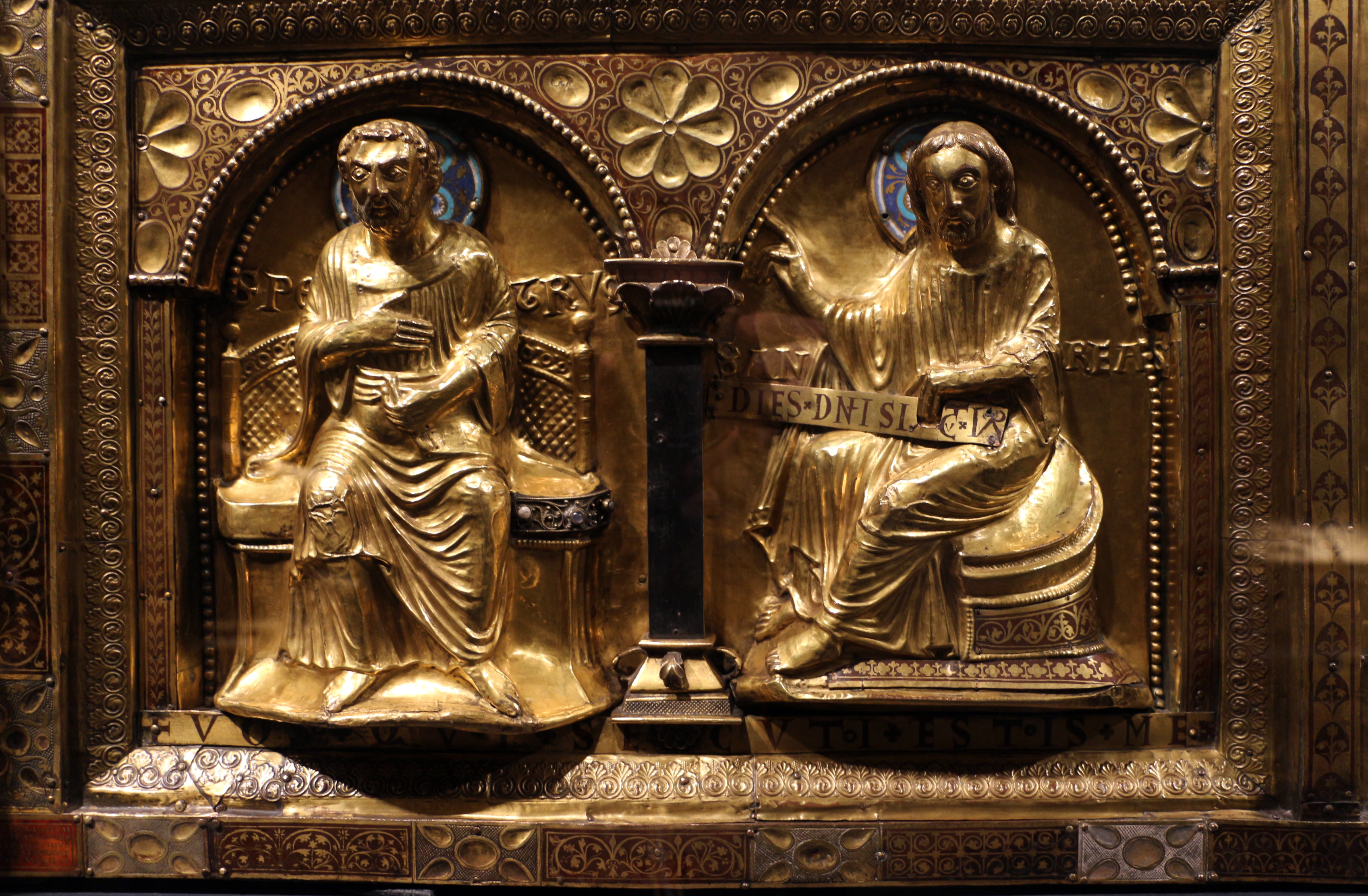
Petrus en Andreas
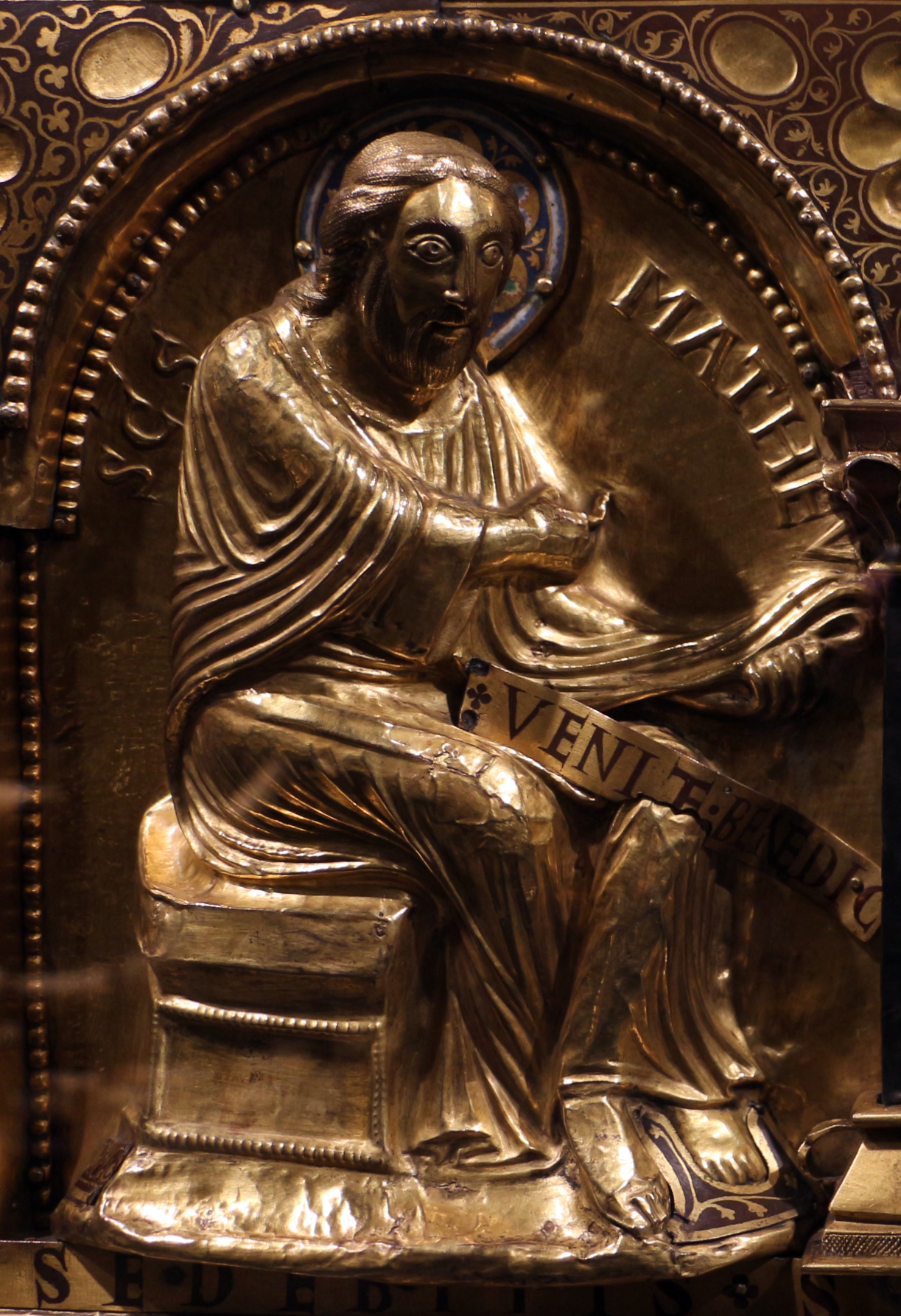
Matteüs
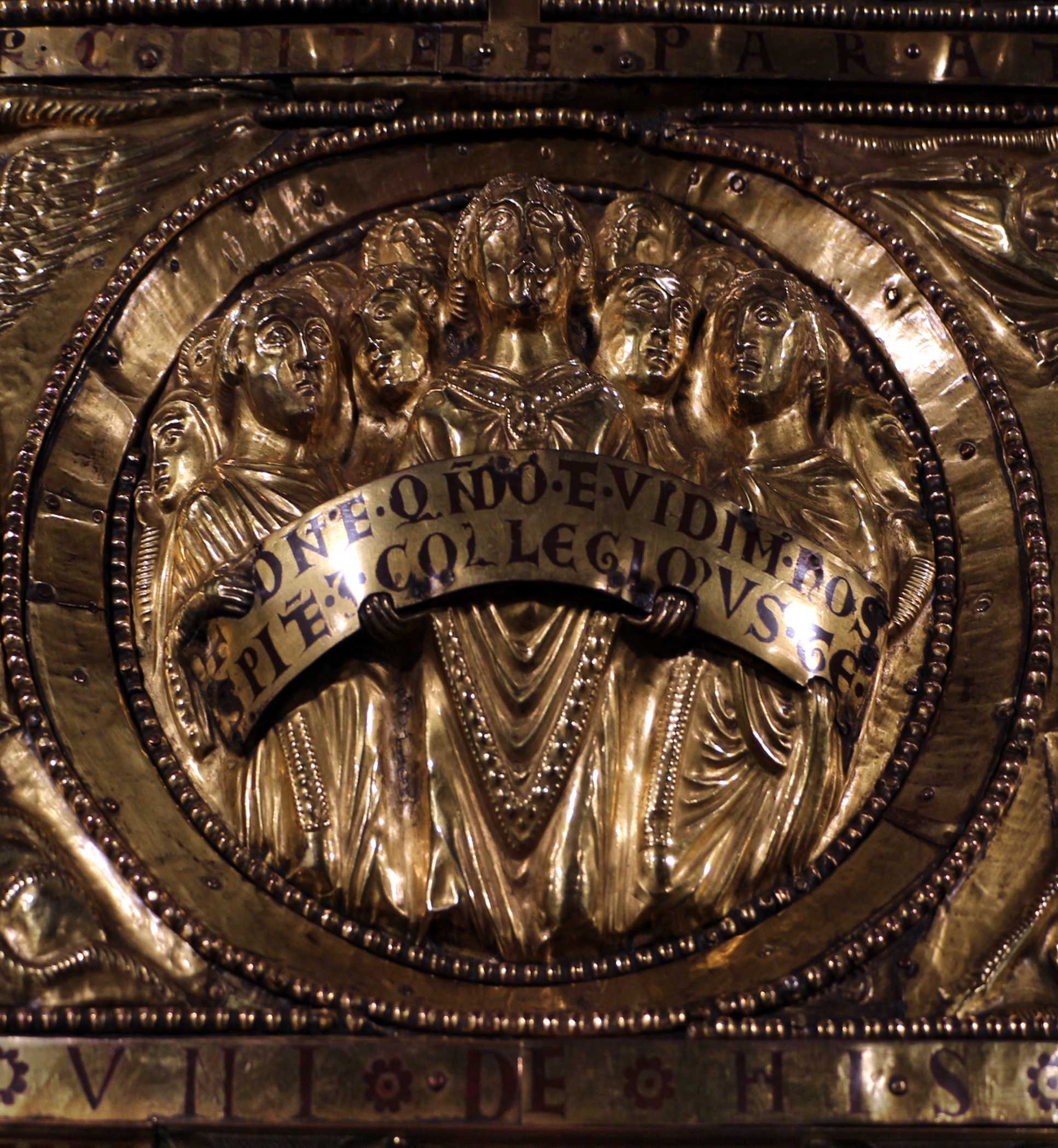
Detail dak: medaillon met uitverkorenen
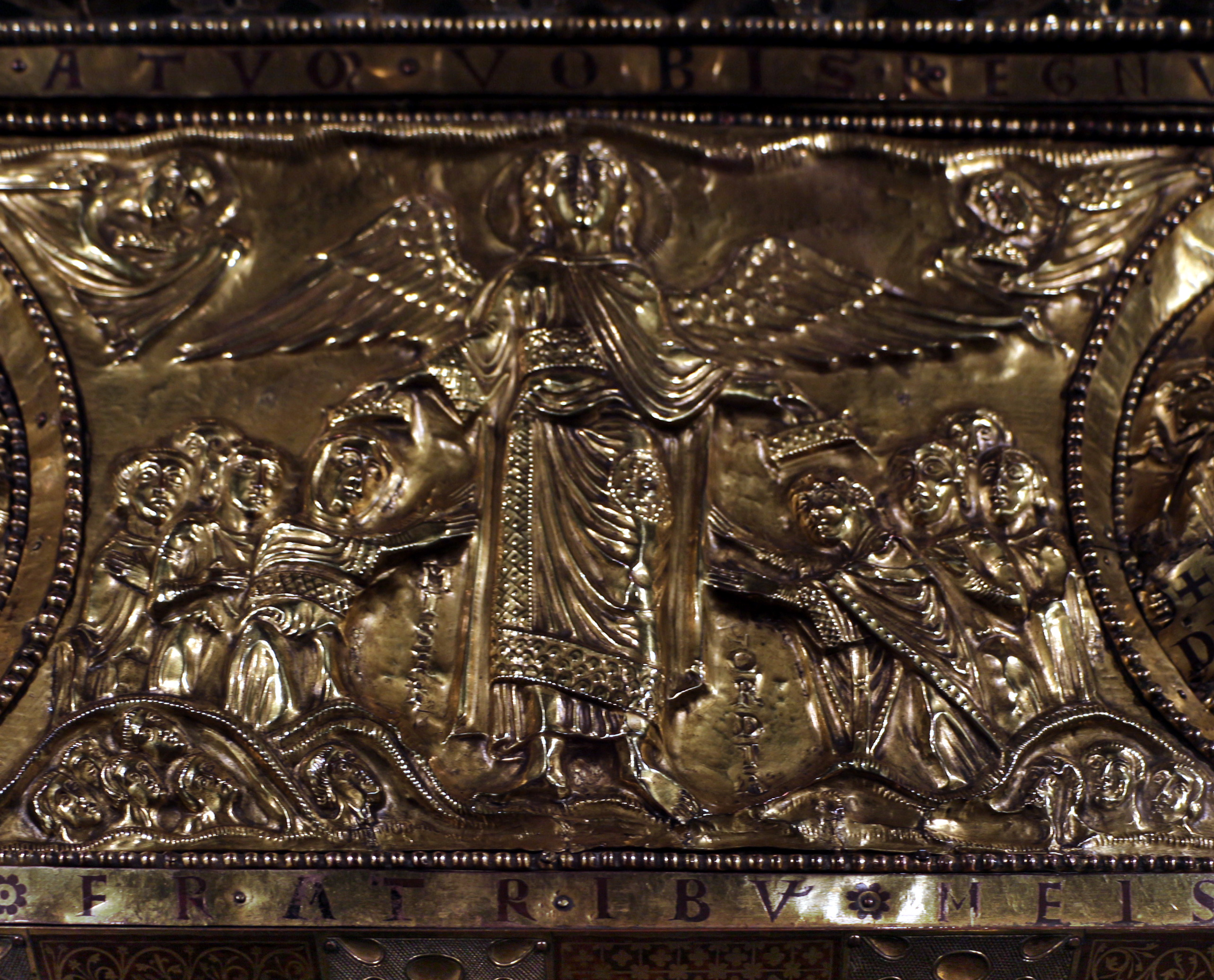
Detail dak: engel reikt kronen uit aan uitverkorenen

#### Pauluszijde
De andere zijde van het schrijn toont, eveneens paarsgewijs, de apostelen Paulus en Jakobus de Meerdere, Johannes en Bartholomeüs, en Jakobus de Mindere en Filippus. Op het dak zijn in drie medaillons de verdoemden afgebeeld met min of meer dezelfde vragen als op de andere zijde, maar nu met de toevoeging van het woordje "non" (niet) en op donkere in plaats van lichte banieren. Daarnaast en daartussen opnieuw engelen met bazuinen, Veritas die de goede werken van de verdoemden weegt en engelen die hen het doopkleed ontnemen.

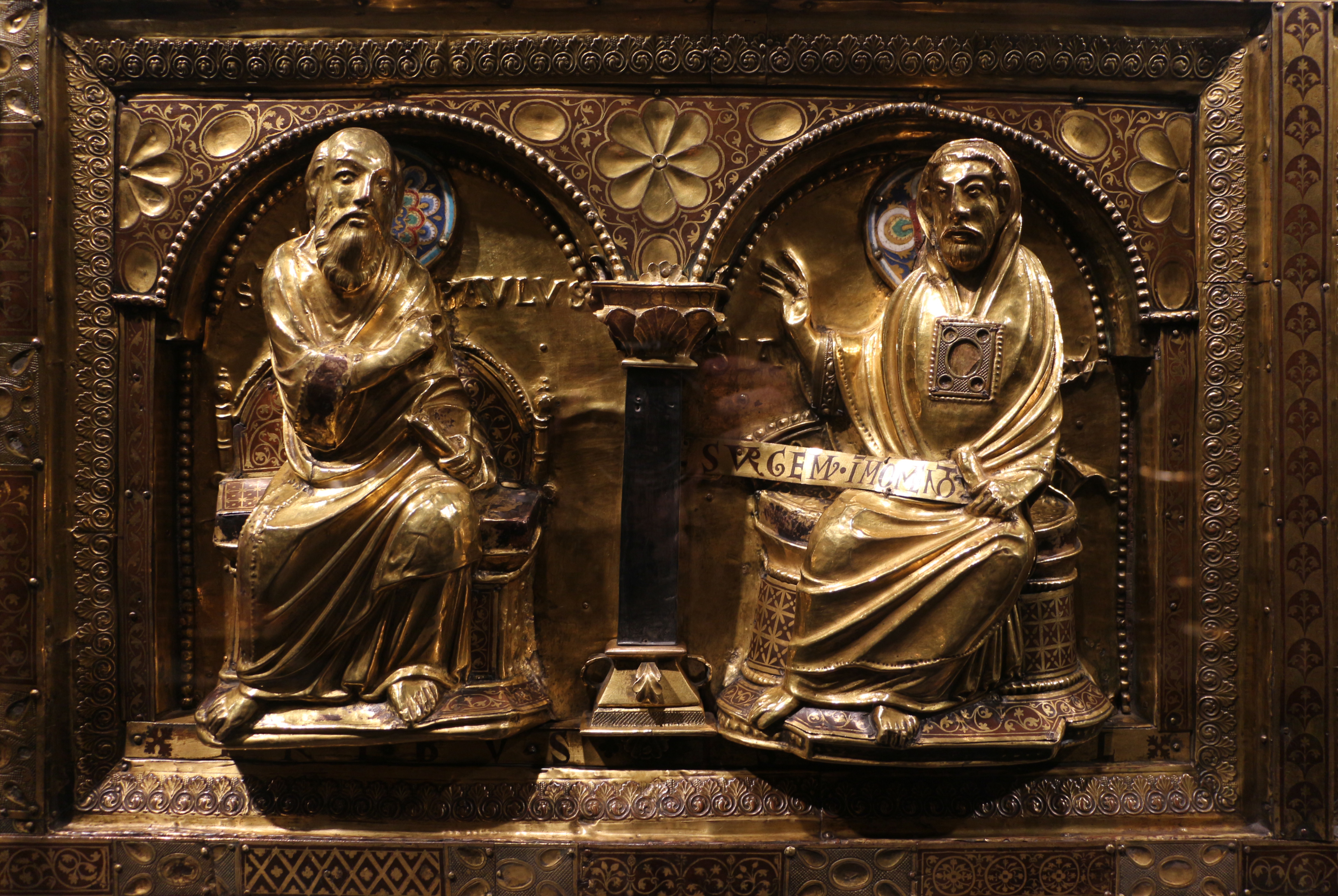
Paulus en Jakobus de Meerdere
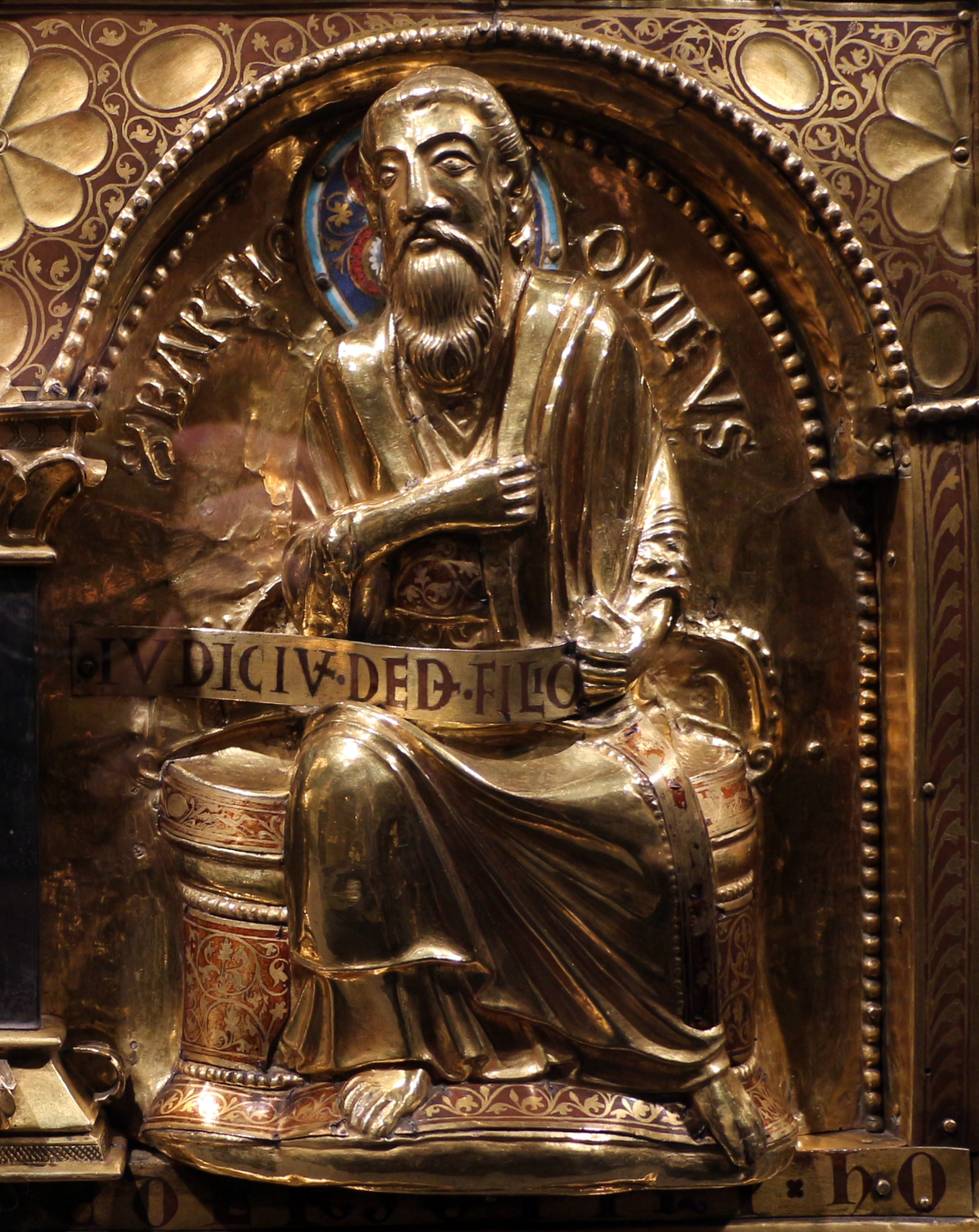
Bartholomeüs
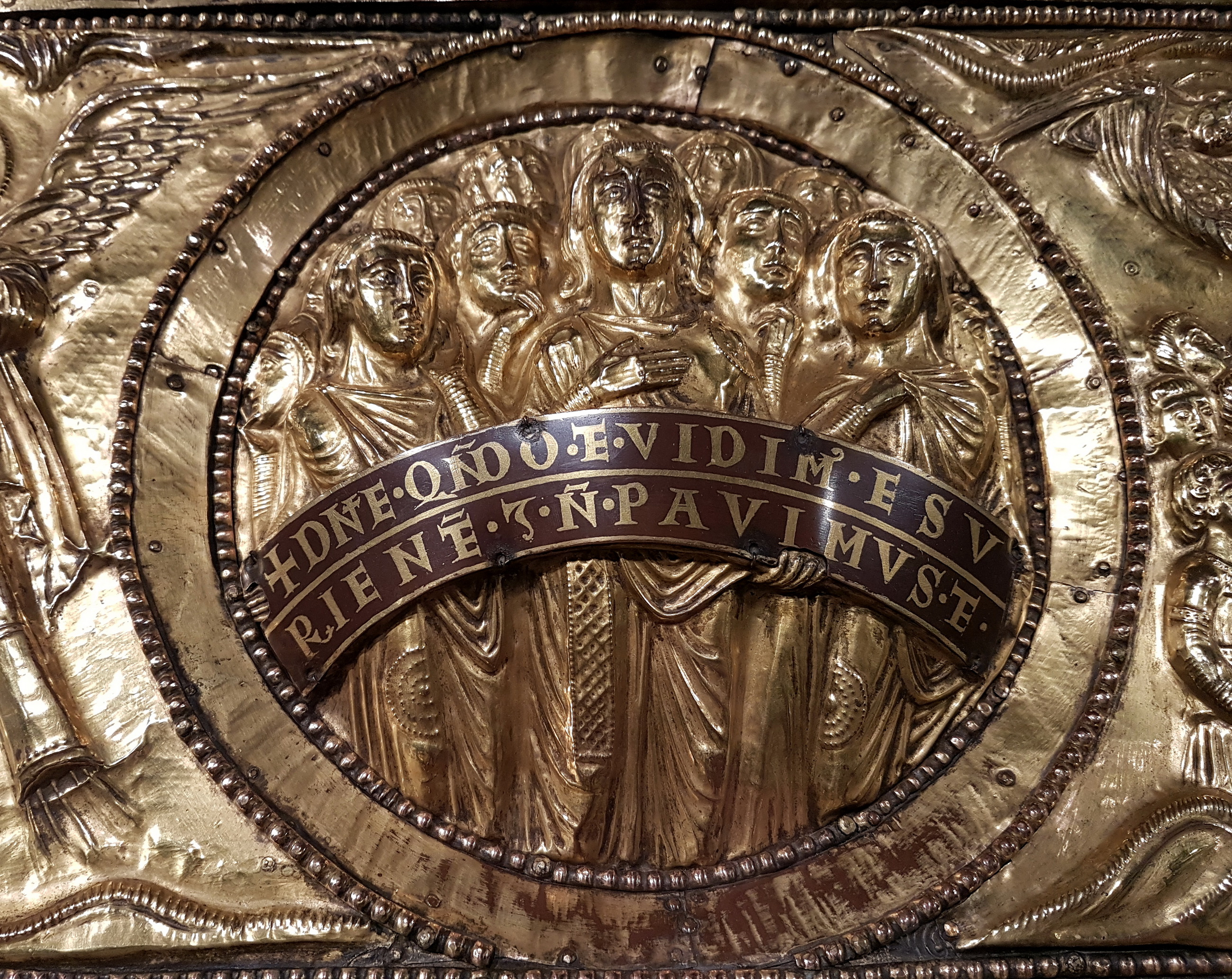
Detail dak: medaillon met verdoemden
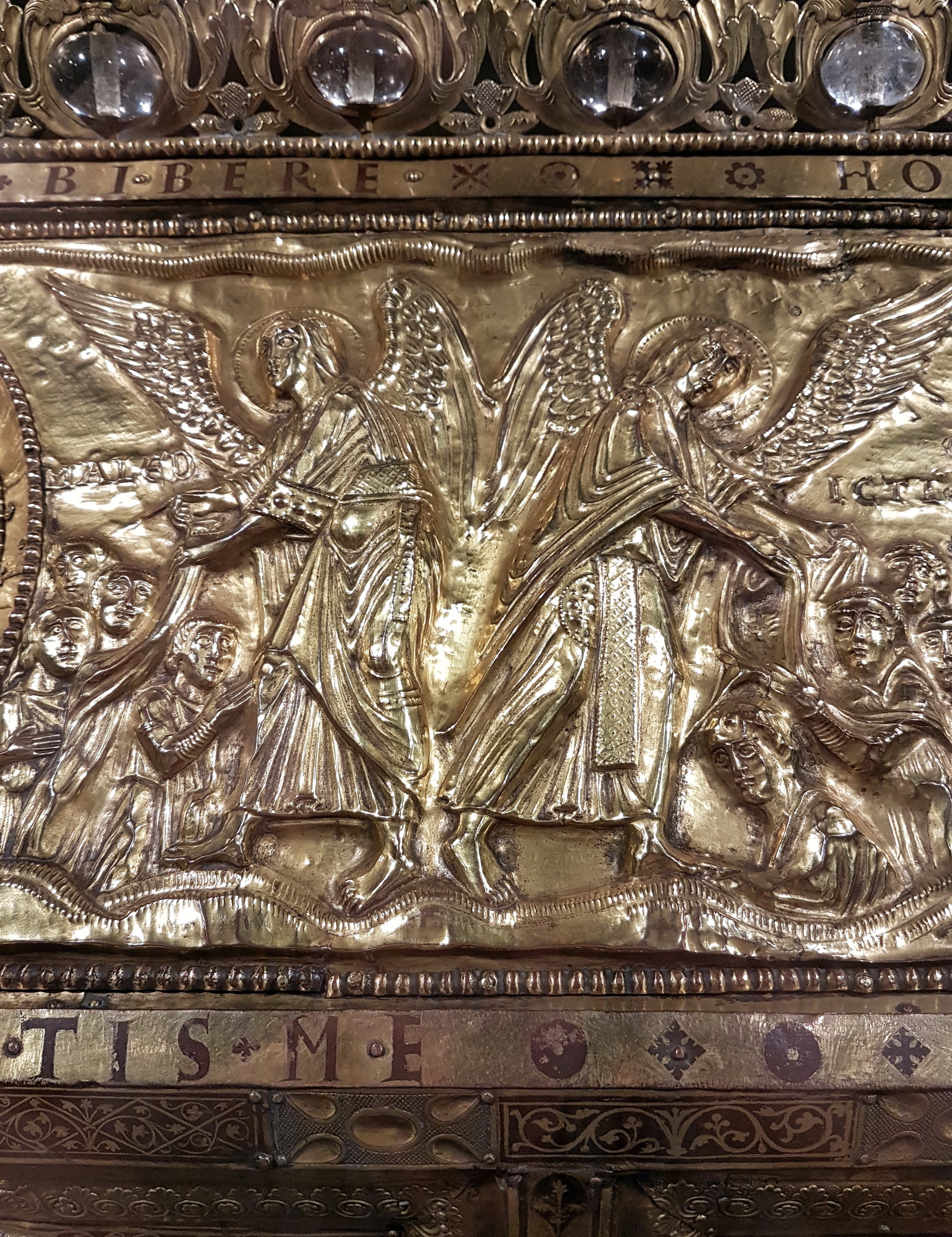
Detail dak: engelen ontkleden de verdoemden

### Inhoud Noodkist
De Noodkist is bij verschillende gelegenheden geopend. Hoe vaak dit in de middeleeuwen gebeurde, is niet bekend. In elk geval moet rond 1403 de schedel van Sint-Servaas zijn verwijderd, aangezien die toen in een zilveren reliekbuste werd geplaatst (zie borstbeeld van Sint-Servaas). In 1611, 1634 en 1655 werd de kist opnieuw geopend en de inhoud gedocumenteerd. Er werden relikwieën aangetroffen van zowel Sint-Servaas als Martinus van Tongeren. Sommige relieken waren in kostbare Oosterse stoffen gewikkeld. Enkele van de uit de Noodkist afkomstig stoffen, waaronder de zogenoemde albe van Sint-Servaas (herkomst onbekend, middeleeuws) en de grafdoek van Martinus van Tongeren (Rijn-Maasgebied, begin 12e eeuw), behoren tot de hoogtepunten van de textielschat van de Sint-Servaaskerk. Na 1655 bleef de kist meer dan twee eeuwen gesloten. Pas in 1863 werd de inhoud van het schrijn aan een zorgvuldig onderzoek onderworpen, waarbij de inhoud sinds 1611 onveranderd bleek. Voorafgaand aan de restauratie van begin jaren zestig werd de kist in 1958 opnieuw geïnspecteerd. De laatste keer dat de Noodkist werd geopend was op 21 september 1985, toen hulpbisschop Alphons Castermans een reliek afkomstig uit een klooster in Koblenz bijplaatste.

## Brusselse pendanten

### Originelen en kopieën
In het Museum Kunst & Geschiedenis te Brussel bevinden zich vier verguld koperen reliektafels, die oorspronkelijk bij de Noodkist behoorden. Deze vier reliekgevels of Noodkistpendanten bevatten voorheen relieken van de heiligen Monulfus, Gondulfus, Candidus en Valentinus, die mogelijk pas in de zeventiende eeuw zijn toegevoegd. De pendanten zijn iets kleiner, maar hebben dezelfde vorm als de gevelstukken van de Noodkist en zijn op een vergelijkbare wijze bewerkt en versierd. De reliektafels van Monulfus en Gondulfus lijken onderling het meest op elkaar: twee bisschoppen kijken vanuit hun graf omhoog naar een engelenpaar dat gereed staat om hun de hemelkroon aan te reiken. De heilige Candidus is als tronende priester met gesloten boek en palmtak afgebeeld op een derde reliektafel. De gegoten kam (sierrand) van deze pendant lijkt sterk op die van de Noodkist. De vierde reliektafel, die van Valentinus, wijkt af van de andere drie en is wellicht een latere assemblage. De geëmailleerde plaatjes in vierpas-motief en het reliëf met het portret van de heilige (niet Valentinus, maar volgens de inscriptie Gondulfus!) kunnen wel twaalfde-eeuws zijn. Qua stijlkenmerken lijken de vier Brusselse pendanten niet alleen op de Noodkist, maar misschien nog meer op het Akense 'Karlsschrein', het reliekschrijn van Karel de Grote, dat iets jonger is dan dat van Sint-Servaas.
In 1972, tijdens de grote tentoonstelling Rhein und Maas in Keulen en Brussel, was het complete ensemble van Noodkist en pendanten nog eenmaal in de veronderstelde originele opstelling te zien. De Sint-Servaaskerk bezit sinds 1888 verguld koperen kopieën van de Brusselse pendanten, die door de firma Wilmotte in Luik werden vervaardigd. Tussen circa 1895 en 1930 maakten deze deel uit van de door Cuypers bedachte kooropstelling (zie hierboven). Daarna verhuisden ze naar de schatkamer, waar ze tot 2020 werden tentoongesteld, tot ze deel gingen uitmaken van de huidige opstelling van de Noodkist in het noordertransept van de kerk. Een tweede set kopieën werd mogelijk later vervaardigd. Deze monochrome, niet-vergulde panelen zijn opgenomen in een neoromaans reliekschrijn, dat zich in de schatkamer bevindt.

### Koordispositie Noodkist en pendanten
Over de oorspronkelijke opstelling van de Noodkist en de bijbehorende reliektafels op het hoogkoor van de Sint-Servaaskerk bestaat geen consensus. De Duitse kunsthistorica Renate Kroos, die in 1985 het standaardwerk over de Noodkist publiceerde, stelde een min of meer chronologische volgorde voor, die er als volgt uit zou hebben gezien.
- Voorzijde, naar het westen gericht:

1. Monulfuspendant: H. Monulfus, bouwer van de Sint-Servaaskerk, uit het graf omhoog ziend naar Christus
2. Noodkist, Majestaszijde: Christus als rechtvaardige rechter
3. Gondulfuspendant: H. Gondulfus, mede-grondlegger Sint-Servaaskerk (samen met Monulfus), uit het graf omhoog ziend

- Achterzijde, naar het oosten gericht:

1. Valentinuspendant: H. Valentinus, voorganger van Sint-Servaas als bisschop
2. Noodkist, Servaaszijde: Sint-Servaas, bisschop van Tongeren-Maastricht
3. Candiduspendant, H. Candidus, opvolger van Sint-Servaas als bisschop (volgens Heriger van Lobbes)

De Nederlandse kunsthistorici Aart Mekking en Fred Ahsmann staan een afwijkende visie op de betekenis van de pendanten voor. In Ahsmanns uitgebreide studie uit 2017 over de inrichting van het koor van de middeleeuwse Sint-Servaaskerk, is, in navolging van Mekking, slechts plaats voor twee van de vier pendanten naast de Noodkist. De traditioneel als Monulfus- en Gondulfuspendanten aangeduide panelen stellen hier Christiaan van Buch en Reinald van Dassel voor, de twaalfde-eeuwse aartsbisschoppen van Mainz en Keulen, tevens aartskanseliers van het Heilige Roomse Rijk en begunstigers van de Sint-Servaaskerk (eerstgenoemde was proost van Sint-Servaas; laatstgenoemde vermoedelijk voogd). Volgens Ahsmann waren deze machtige kerkprelaten, beiden steunpilaren van keizer Frederik I Barbarossa, de initiatiefnemers van de Maastrichtse koordispositie, inclusief de Noodkist en de twee pendanten met hun portret. In deze visie stonden de twee 'donorportretten' links en rechts van de iets hoger gepositioneerde Noodkist opgesteld, waardoor de twee aartsbisschoppen lijken op te kijken naar Sint-Servaas.
- Voorzijde, naar het westen gericht:

1. Christiaanpendant: Christiaan van Buch, uit het graf omhoog ziend naar Sint-Servaas
2. Noodkist, Servaaszijde: Sint-Servaas, 'beschermheilige' der Karolingers[noot 14]
3. Reinaldpendant: Reinald van Dassel, uit het graf omhoog ziend naar Sint-Servaas

- Achterzijde, naar het oosten gericht:

1. Noodkist, Majestaszijde: Christus als rechtvaardige rechter

De Valentinus- en Candiduspendanten maakten volgens deze opvatting geen deel uit van de oorspronkelijke, twaalfde-eeuwse dispositie en werden pas later, mogelijk veel later, toegevoegd. In elk geval stonden de vier reliekgevels in de zeventiende eeuw op het hoofdaltaar uitgestald, samen met de Noodkist.

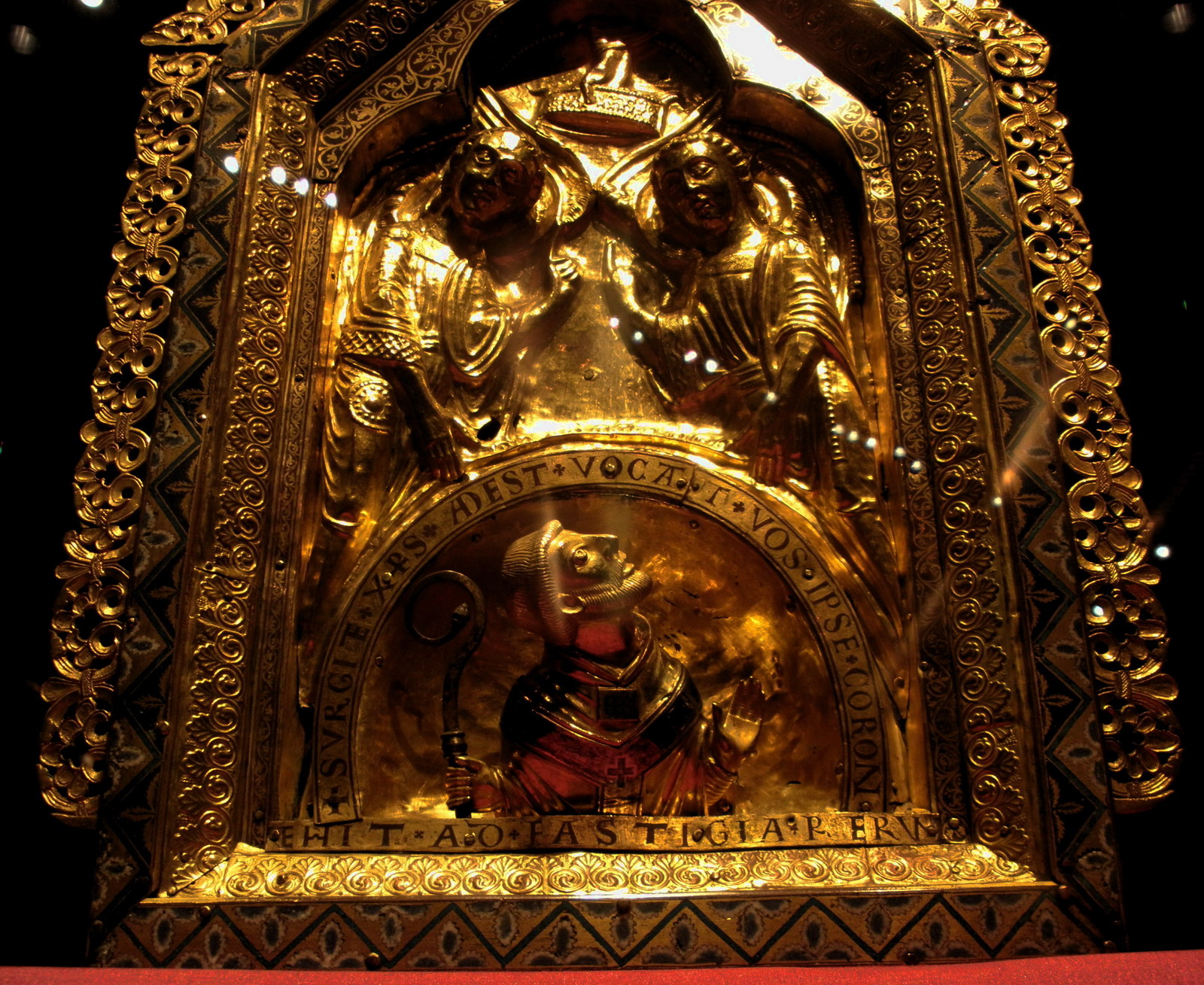
Monulfus-/Christiaanpendant, Brussel
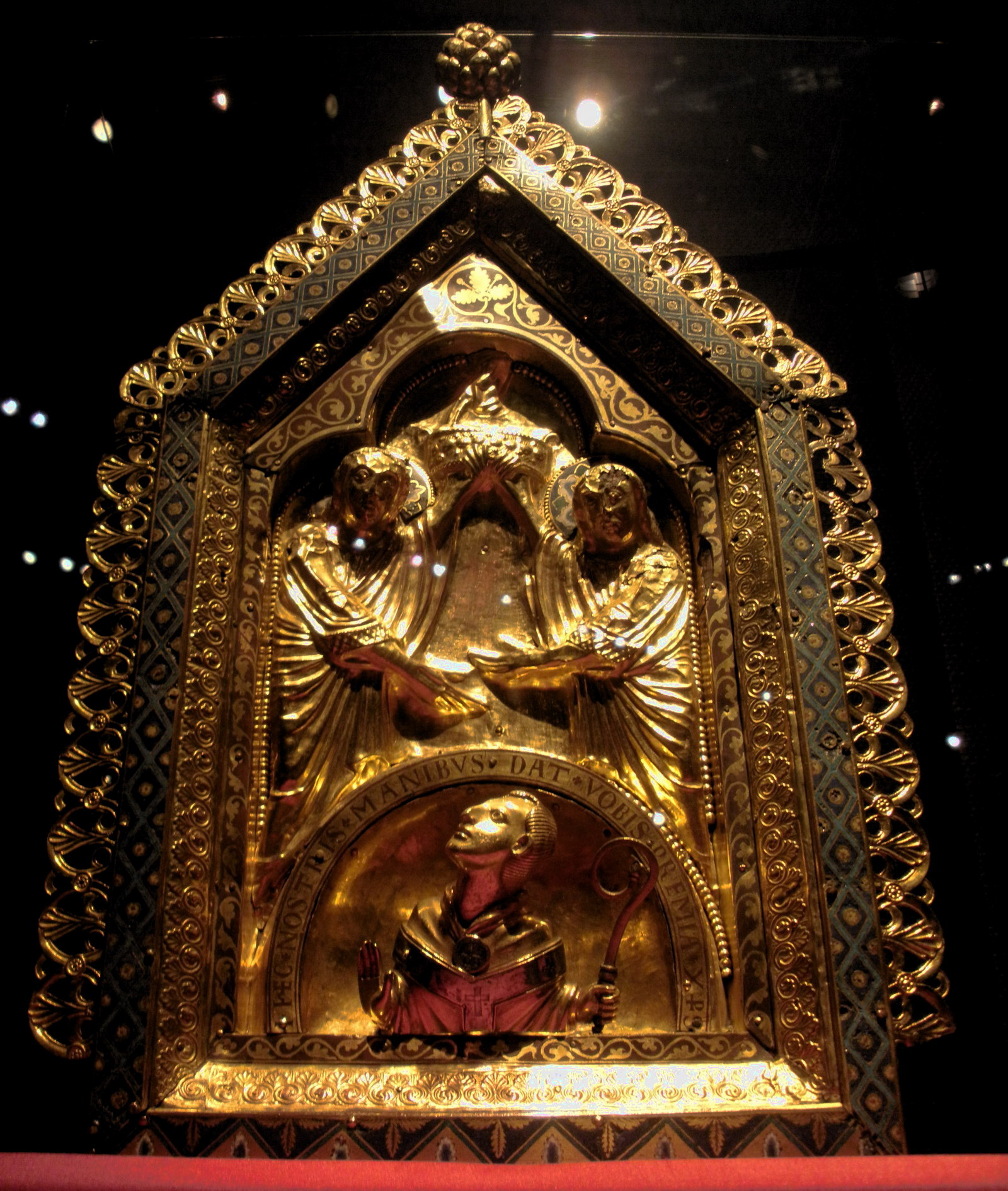
Gondulfus-/Reinaldpendant, Brussel
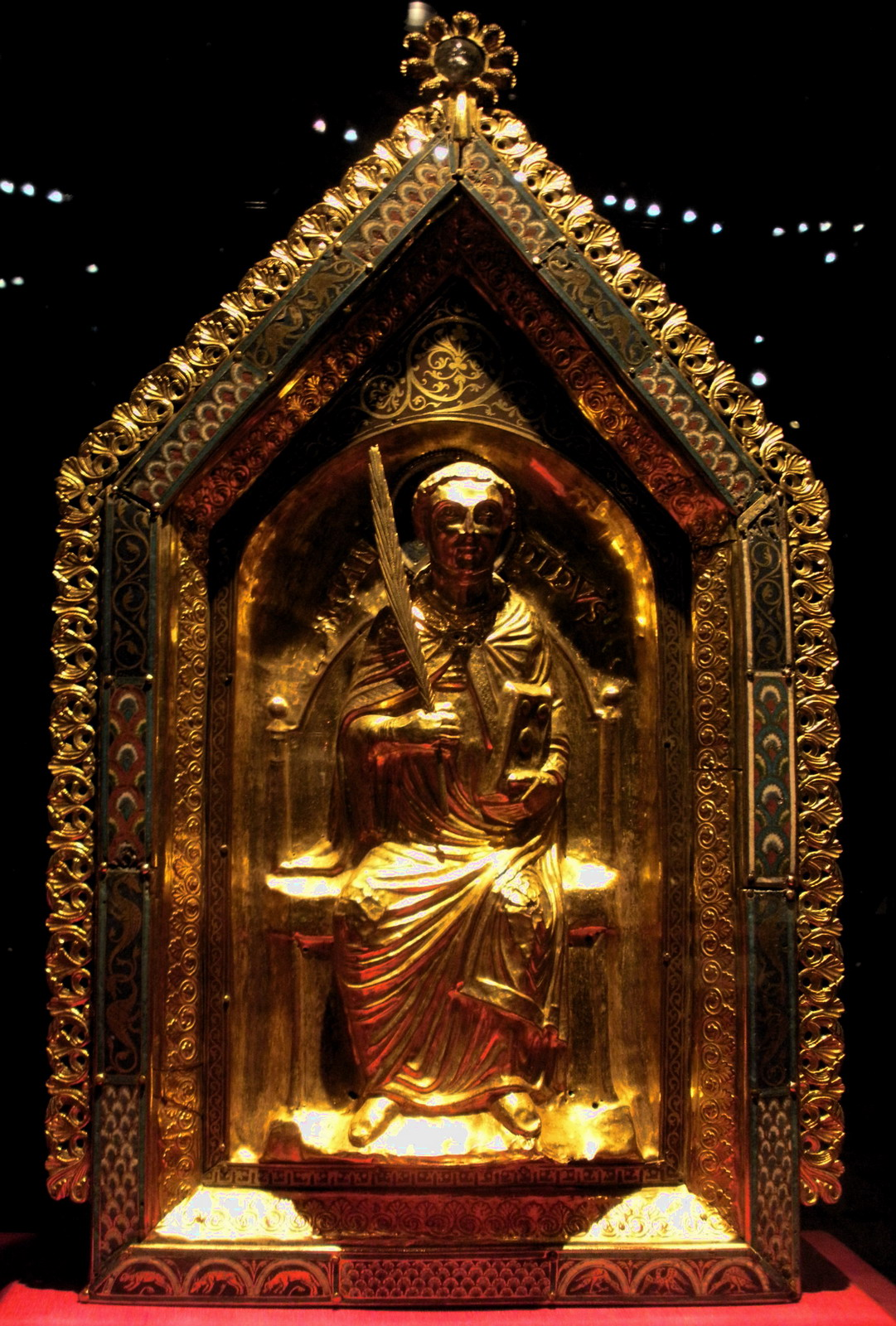
Candiduspendant, Brussel
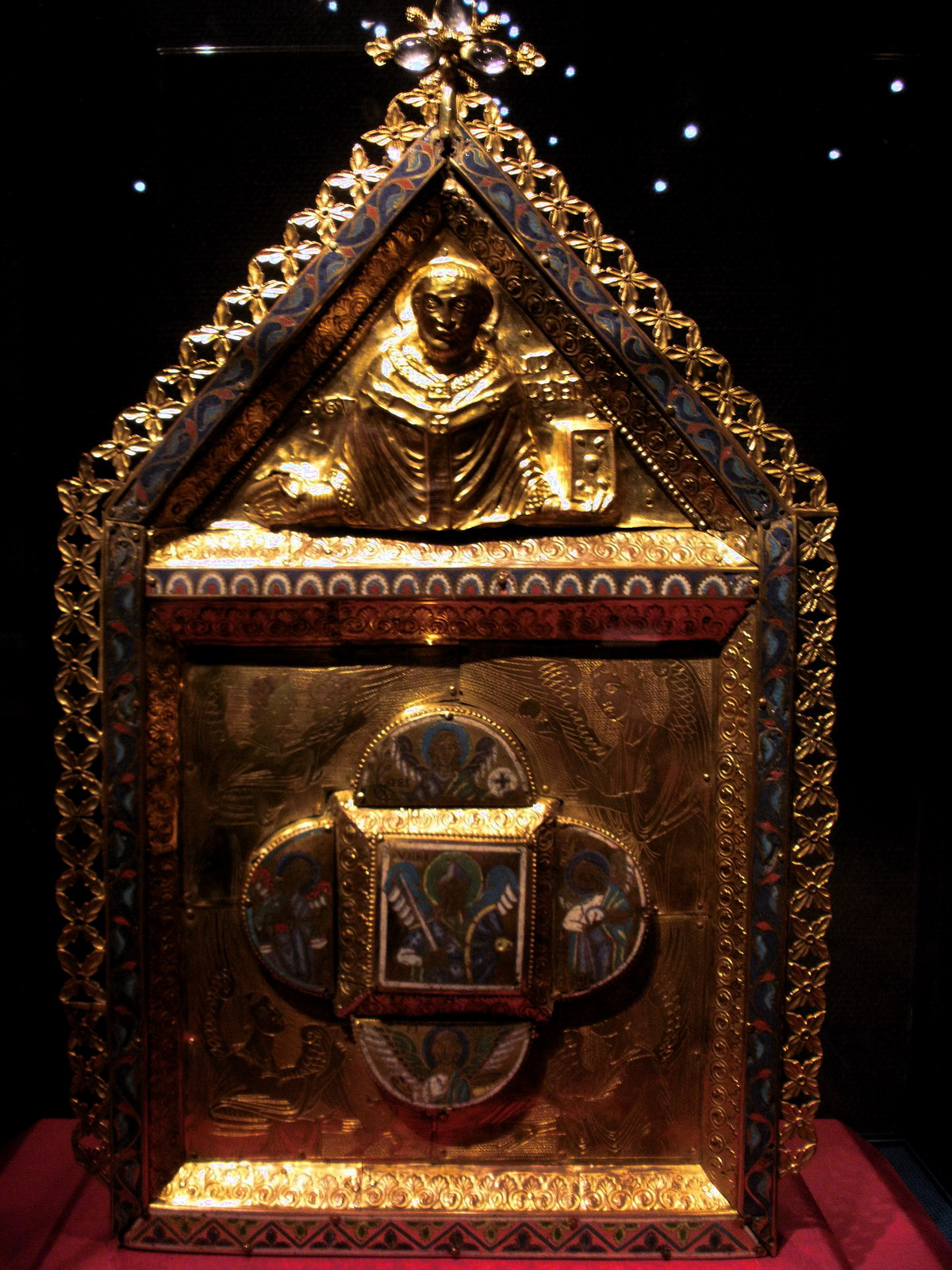
Valentinuspendant, Brussel

## Betekenis

### Kunsthistorische betekenis

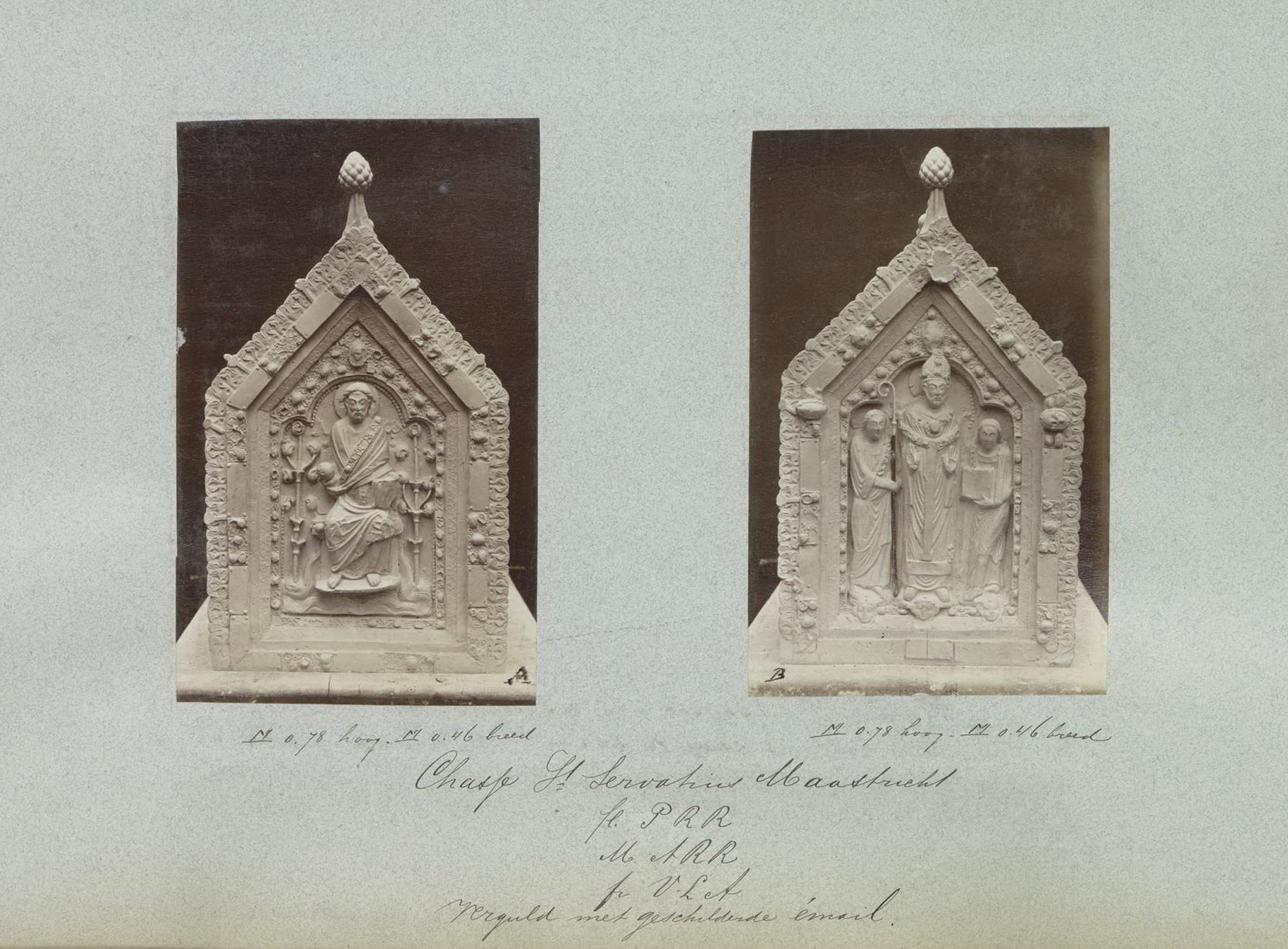
Gipsafgietsel van de Noodkist in het Rijksmuseum (late 19e eeuw)

De Noodkist wordt gezien als een van de hoogtepunten van de Maaslandse edelsmeedkunst en een voorbeeld van de renaissance van de twaalfde eeuw. Het schrijn wordt wel "de Nachtwacht van het Zuiden" genoemd. Het Museum Kunst & Geschiedenis in Brussel bezit behalve de originele Noodkistpendanten tevens een gipsafgietsel van de Noodkist zelf. Dit werd in 1879 bij het Atelier Cuypers-Stoltzenberg in Roermond besteld en is nog steeds te bewonderen in de afdeling Romaanse en Maaslandse kunst. Het Rijksmuseum in Amsterdam bezat eveneens een gipsafdeling, waar behalve het Bergportaal en een aantal figuratieve kapitelen uit Maastricht, ook de Noodkist jarenlang te zien was. Deze gipscollectie is in de jaren 1950 afgestoten.
Kunsthistorici hebben verwantschap vastgesteld tussen de Noodkist, een tweetal reliekschrijnen in Hoei (het Domitianusschrijn en het Mengoldschrijn), het Hadelinusschrijn in Wezet, het Heribertschrijn in Keulen-Deutz, het Karelschrijn in Aken, de armreliekhouder van Karel de Grote (thans in het Louvre), een reliekgevel behorend bij het Odaschrijn te Amay (thans in het British Museum in Londen), de zogenaamde Staurotheek van Sainte-Croix in Luik (Curtiusmuseum) en het Pinksterretabel en Remaclusretabel, beide uit Stavelot (het ene in het Musée Cluny in Parijs; het andere in The Cloisters in New York). Door enkele auteurs is Godfried van Hoei genoemd als meester-edelsmid bij de totstandkoming van de Noodkist, maar daarover valt niets met zekerheid te zeggen.

### Religieuze betekenis
De religieuze betekenis van de Noodkist is in het verleden zeer groot geweest, maar ook in de eenentwintigste eeuw is dit een belangrijk aspect. De oude traditie om het schrijn in tijden van nood door de stad te dragen bestaat nog steeds. De laatste keer dat de kist zijn naam eer aandeed, was tijdens een bidweg voor de vrede in 1991 aan het begin van de Golfoorlog. Tijdens de wereldwijde coronapandemie ontstond er behoefte om bij de Noodkist te bidden. Bisschop Harrie Smeets ging daar op 15 maart 2020 in voor, maar het feit dat dit in de schatkamer plaatsvond, stuitte op onvrede. Omdat ook geen toestemming werd verkregen om het schrijn door de stad te dragen, werd in mei van dat jaar besloten de kist permanent in het noordertransept van de kerk uit te stallen.
Eenmaal per jaar, rond de feestdag van Sint-Servaas (13 mei), gaat het schrijn mee met de Grote Processie, samen met de vier 'stadsdevoties'. Dit zijn devotionele beelden of voorwerpen, die in Maastricht bijzondere verering genieten: de Sterre der Zee, de Zwarte Christus van Wyck, het borstbeeld van Sint-Servaas en dat van Sint-Lambertus. Ook bij de ommegangen tijdens de zevenjaarlijkse Heiligdomsvaart van Maastricht wordt de Noodkist meegedragen. Het schrijn staat dan bovendien tijdens de gehele heiligdomsvaartperiode permanent ter verering opgesteld op de koortrappen van de Sint-Servaasbasiliek. Het kostbare schrijn wordt dan permanent bewaakt door leden van de Broederschap van Sint Servaas.
De in 1916 opgerichte Broederschap van Sint Servaas telt circa vijftig leden. De broederschap stelt zich ten doel de devotie tot Sint-Servaas te bevorderen. De broedermeesters zorgen er tevens voor dat voorafgaand aan de processies het schrijn stevig wordt bevestigd op de speciaal daartoe ontworpen processiebaar. De baar heeft een stalen skelet met beweegbare delen die op de schouders van de dragers rusten. Naar wens kunnen acht of zestien dragers plaatsnemen. Een doorzichtig omhulsel van perspex zorgt voor bescherming tegen weersinvloeden. Terwijl de broeders buiten de kerk gekleed gaan in jacquet (met broederschapsmedaille en rood-wit festoen), draagt men in de kerk een rood-zwart of rood-geel tuniek.

## Varia
- Op 12 maart 1917 hield hoofdaalmoezenier Henri Poels in de Staarzaal in Maastricht zijn beroemd geworden 'Noodkistrede', zo genoemd omdat hij zich beriep op het heilig gebeente van Sint-Servaas. Poels sprak schande van het feit dat er in de industriestad Maastricht bijna tweeduizend eenkamerwoningen waren ("1987 schamele hokjes", zoals hij keer op keer benadrukte), waarin fabrieksarbeiders met hun gezinnen onder erbarmelijke omstandigheden moesten wonen. Het effect van de Noodkistrede was groot. Nog in hetzelfde jaar sloot de keramiekfabriek De Sphinx de Cité Ouvrière in het Boschstraatkwartier, hét symbool van de slechte woonomstandigheden in de stad. De gemeente Maastricht, die tot dan toe het bouwen van sociale woningen als een taak van particulieren zag, ging nu "gemeentewoningen" bouwen.[65]
- Voorafgaand aan de restauratie van de Noodkist in 1960-1962 werd de kist in 1958 aan een inspectie onderworpen, waarbij ook een pakketje zeer dunne botjes werd aangetroffen, die onmogelijk van een mens konden zijn. Na onderzoek door een zoöloog bleken de botjes van een vleermuis te zijn. Er zat een briefje uit 1611 bij, waarop stond dat men deze nog in de oude sarcofaag van Sint-Servaas had aangetroffen.[66]
- In de roman Apostel van Tricht van Paul Sterk uit 2011 zijn de hoofdpersonen gedwongen in een post-apocalyptisch Maastricht te overleven en komt de redding uiteindelijk vanuit de Noodkist.